# アダルトゲーム一覧
アダルトゲーム一覧（アダルトゲームいちらん）は、性的な成人向けのコンピュータゲーム（「アダルトゲーム」を参照）作品の一覧である。
ウィキペディア日本語版に記事が存在し、原則として性的描写を理由に18歳未満購入禁止（→レイティング#性的表現などの検閲）となっているゲーム（エロゲー、H game）を掲載する。年齢による購入制限無しのゲームや、性的描写以外の理由により（暴力シーン・残酷な表現など）年齢による購入制限が設けられているゲームについては、「コンピュータゲームのタイトル一覧」や「CEROレーティング18才以上のみ対象ソフトの一覧」（日本）、「ESRBレイティング別対象ソフト一覧・AO (18歳未満提供禁止)」（アメリカ・カナダ）などに掲載する。
なお、括弧右端の略号に関しては、15禁はR-15（15歳未満禁止）指定の作品、同人は同人ゲーム、FDはファンディスク、CS・CS逆移植はコンシューマゲーム化（家庭用ゲーム機版移植）された作品・コンシューマゲームからの逆移植作品、OVAはOVA化された作品、TVはテレビアニメ化された作品、AVはアダルトビデオ化された作品、パチスロ・パチンコはパチスロ・パチンコの題材となった作品を、それぞれ表す。

## 一般男性向けゲーム

### あ
- ああっお嬢様っ（すみっこ/2007年4月27日）
- Re:（S.M.L/2006年2月3日）
- あいかぎ 〜ひだまりと彼女の部屋着〜（〜ぬくもりとひだまりの中で〜）（F&C FC02/2002年8月30日） CS
- あい☆きゃん（Lilim/2009年8月28日） OVA
- 愛妻日記（ORCSOFT/2009年12月30日） OVA
- IxSHE Tell（HOOKSOFT/2018年2月23日） CS
- 愛してナイチンゲール（ちぇりーそふと/2003年8月29日）
- 愛姉妹シリーズ
  - 愛姉妹 二人の果実（シルキーズ/1994年） OVA
- eye's ONLY その輝きは眩しさに満ちて（ainos/2000年9月22日）
- 愛する妻、美咲の不倫証拠『旦那とどっちが気持ちいい?』→『貴方の方が…あっ、ダメッ、またイッちゃうッ…!』（Team.NTR/2011年10月28日）
- アイドル雀士スーチーパイシリーズ（ジャレコ/1993年12月〜） CS
- 穢翼のユースティア（オーガスト/2011年4月28日）
- あいれぼ 〜IDOL☆REVOLUTION〜（SIESTA/2008年11月28日）
- アウトライン（ぷちX/1999年11月26日）
- あえかなる世界の終わりに（キャラメルBOX/2005年12月22日）
- あえて無視するキミとの未来 〜Relay broadcast〜（Alcotハニカム/2012年11月30日）
- 青い涙（CDPA/2003年5月30日） CS
- 青空の見える丘（feng/2006年4月21日）
- あおぞらマジカ!!（Studio e.go!/2006年12月22日）
- 青と蒼のしずく -a calling from tears-（Lass/2003年4月25日）
- 蒼の彼方のフォーリズム（sprite/2014年11月28日） CS・TV
  - 蒼の彼方のフォーリズム EXTRA1（sprite/2017年6月30日） FD
- 朱 -Aka-（ねこねこソフト/2003年6月13日）
- 赤さんと吸血鬼。（Alcotハニカム）
- 紅色ノ狂宴（アアル/2001年12月21日）
- 暁の護衛（しゃんぐりら/2008年3月27日）
  - 暁の護衛〜プリンシパルたちの休日〜（2008年12月25日） FD
  - 暁の護衛〜罪深き終末論〜（2010年4月22日）
- あかときっ!-夢こそまされ恋の魔砲-（エスクード/2010年12月23日）
  - あかときっ!!-花と舞わせよ恋の衣装-（2011年5月27日） FD
- あかね色に染まる坂（feng/2007年7月27日） CS・OVA・TV
- 茜色の境界線（Alcotハニカム/2017年6月30日）
- アカネマニアックス〜流れ星伝説剛田〜（âge） OVA
- アカルイミライ 〜Wet And Messy 2nd time〜（FlyingShine黒/2003年12月19日）
- 秋色恋華（Purple software/2005年2月25日）
  - 秋色謳華（2005年8月12日） FD
- 秋空に舞うコンフェティ（etude/2010年8月27日）
- アキバ系彼女（G.J?/2003年10月24日） OVA
- AQUA（SORAHANE/2011年1月28日）
- 悪の女幹部（ルネ/2010年3月26日） OVA
- 悪夢 -青い果実の散花-（スタジオメビウス/1997年3月28日）
  - 絶望 -青い果実の散花-（1999年9月10日）
- アクロウム・エチュード Canvas4（F&C FC01/2011年1月28日） CS
- あけいろ怪奇譚（シルキーズプラス/2016年3月25日）
- 朝凪のアクアノーツ（Fizz/2008年4月25日）
- 朝の来ない夜に抱かれて -ETERNAL NIGHT-（F&C・FC03/2002年6月20日）
- あした出逢った少女（MOONSTONE/2003年5月30日）
- 明日の君と逢うために（Purple software/2007年11月30日）
  - 明日の七海と逢うために（2008年10月24日） FD
  - 明日の君と逢うために COMPLETE BOX（2009年11月27日）
- あしたの雪之丞（エルフ/2001年8月31日） OVA
  - 勝 あしたの雪之丞2（2002年9月27日）
- Aster（RusK/2007年11月9日）
- アズラエル（FrontWing/2002年4月26日）
- アッチむいて恋（ASaProject/2010年4月30日）
- @ふぉーむメイト（ILLUSION/2009年5月29日）
- あっぱれ!天下御免（BaseSon/2011年12月22日）
- アトラク＝ナクア（アリスソフト/1997年12月18日）
- アトリの空と真鍮の月（TOPCAT/2009年11月27日）
- あなたをオトコにしてあげる!（チュアブルソフト/2016年4月28日）
- あにめショップへいこう!（スクアドラ・ディ/2001年4月20日）
- あねあね 〜許して!お姉ちゃんたち、ボクのおち○ち○ダメになっちゃう!〜（Norn/2003年11月3日）
- あねいもシリーズ（ぷちぱじゃま/bootUP!）
  - あねいも 〜アイとHのステップアップ〜（2004年9月17日）
  - あねいも2 〜Second Stage〜（2007年5月14日） OVA
  - あねいもNeo 〜Second Sisters〜（2012年11月30日）
- アネイロ（ALcotハニカム/2011年6月24日）
- アネカノ -お姉ちゃんとえっちであまーいヒミツの関係-（chococo/2011年1月28日）
- 姉恋模様（BLACKRAINBOW/2006年8月4日）
- 姉汁 〜白川三姉妹におまかせ〜（アトリエかぐや Berkshire Yorksire/2005年11月25日） OVA
- あねてぃ!?（らぱぷる/2008年3月21日）
- 姉です。 〜姉死覚悟の「弟しぼり」な夏が来る!〜（アトリエかぐや Honky-Tonk Pumpkin/2010年2月26日[1]）
- 姉とボイン（G.J?/2004年10月29日） OVA
- 姉のいいなり（スワンマニア/2009年12月25日）
- 姉は教師で新人メイド 〜ラブラブ孕ませ性活!〜（スワンマニア/2008年9月26日）
- あの蒼い海より（Lilac Soft/2009年7月31日）
- あの晴れわたる空より高く（チュアブルソフト/2014年9月26日）
- @HoneyComing RoyalSweet（HOOKSOFT/2009年8月28日）
- After...（Ciel/2003年12月19日） CS・OVA
- あまあね（PeasSoft/2010年6月25日）
- 天色*アイルノーツ（ゆずソフト/2013年7月26日）
- あまたらすリドルスター（seal-QUALIA/2013年11月29日）
- 天ツ風 〜傀儡陣風帖〜（ninetail/2008年8月29日）
- あまつみそらに!（クロシェット/2010年5月28日） CS
- あまなつ（Chuablesoft/2006年6月23日）
- 天巫女姫（ACTRESS/2003年7月18日）
- 雨あがりの猫たちへ（Hook/2001年6月15日）
- アメイジング・グレイス -What color is your attribute?-（きゃべつそふと/2018年11月30日） CS
- あめいろの季節（ZyX/2000年6月30日）
- アメサラサ 〜雨と、不思議な君に、恋をする〜（CUFFS/2007年4月27日）
- Amenity's Life（HOOKSOFT/2016年12月22日） CS
  - Amenity's Life MiniFanDisc -レゾナ&板野奏Ver.-（HOOKSOFT/2017年5月26日） FD
- AYAKASHI（CROSSNET/2005年10月28日） TV
  - AYAKASHI H（2006年9月29日）
- あやかしびと（propeller/2005年6月24日） CS
- あゆみちゃん物語（アリスソフト/1993年9月15日）
- Alive（Witch/1999年12月3日）
  - AliveRenewal（2001年3月30日）
- ALIA's CARNIVAL!（NanaWind/2014年3月28日） CS
- Areas〜空に映すキミとのセカイ〜（Lapis lazuli/2009年3月27日）
  - Areas〜恋する乙女の3H〜（2010年3月26日）
- Aries（CIRCUS/2000年4月28日）
  - Aries LoveDream、Aries PureDream（2004年4月2日）
- ALICE adventures in wonderland（パソコンショップ高知/1984年7月）
- アリス2010（アリスソフト/2009年12月18日）
- ALICEの館（アリスソフト/1989年12月）
  - ALICEの館2（1992年7月）
  - ALICEの館3（1995年4月）
  - ALICEの館4・5・6（1997年12月）
  - 20世紀アリス（2000年12月）
  - ALICEの館7（2004年12月17日）
- ALICE♥ぱれーど 〜二人のアリスと不思議の乙女たち〜（ユニゾンシフト：ブロッサム/2007年10月12日）
- アルカナ 〜光と闇のエクスタシス〜（Ciel/2000年11月23日）
- アルキメデスのわすれもの（CIRCUS/2001年12月14日） FD
- あるすまぐな! -ARS:MAGNA-（light/2008年7月25日）
- アルテミスブルー（あっぷりけ -妹-/2011年2月24日）
- あると（Purple software/2006年2月24日）
  - みはる -あるとアナザーストーリー（2006年8月11日） FD
- あるぴじ学園（CIRCUS/2010年6月25日）
- あるぺじお 〜きみいろのメロディ〜（SIESTA/2007年1月26日）
- ALMA〜ずっとそばに…〜（Bonbee!/2003年5月2日）
- Alea -アレア- 紅き月を遙かに望み（CALIGULA/2007年1月26日）
- ENSEMBLE 〜舞降る羽のアンサンブル〜（F&C FC03/2004年1月30日）
- ANGELIUM -ときめきLOVE GOD-（Terios/2003年3月14日） OVA
- _summer（HOOK/2005年7月15日） CS・OVA
- アンバークォーツ（コットンソフト/2009年1月23日）
- AmbivalenZ -二律背反-（アリスソフト/1994年4月28日）

### い
- 委員長は承認せず! 〜It Is a Next CHOice〜（Chien/2006年6月2日）
  - 委員長は承認せず! ふぁんでぃすく♪（2006年12月1日） FD
- 雷の戦士ライディシリーズ（ZyX/1994年〜）
- イカレタ教室 〜こんなのが当り前の授業風景!?〜（TinkerBell/2008年2月22日）
- いきなりあなたに恋している（枕/2011年7月29日）
- いきなりはっぴぃベル（Terios/2002年1月18日）
- イキヌキッ茶 〜隠し味に愛を〜（NOIR/2010年4月30日）
- 戦乙女ヴァルキリー「あなたに全てを捧げます」（ルネ/2004年7月30日） OVA
  - 戦乙女ヴァルキリー2「主よ、淫らな私をお許しください……」（2008年3月28日）OVA
  - 戦乙女ヴァルキリーG 〜戦乙女達の黄昏〜（2009年1月30日）
- 戦女神（エウシュリー/1999年1月29日）
  - 戦女神2 〜失われし記憶への鎮魂歌〜（2002年10月25日）
  - 戦女神ZERO（2008年6月13日）
  - 戦女神VERITA（2010年4月23日）
- 戦女神セレストのいきなり子作り新婚生活 〜仕方あるまい、我をしっかり孕ませろ〜（Norn/2008年10月31日）（女神3部作 (Norn)）
- イケナイ妹Life（スワンマニア/2007年9月21日）
- 遺作（エルフ/1995年8月25日） OVA
- 十六夜のフォルトゥーナ（Lapis lazuli/2013年11月29日）
- いじケア 〜ノエルくんのご奉仕日記〜（TinkerBell/2006年1月20日）
- いじってプリンセス〜もう!またこんなところで〜（ビタミン/2004年7月23日）
  - もっといじってプリンセス 〜もう!またこんなところで2〜（2005年5月27日）
  - どうして?いじってプリンセス Final Road 〜もう!またこんなところで3〜（2006年10月6日）
- IZUMO（Studio e.go!/2001年12月21日） CS・OVA
  - IZUMO2（2004年7月30日） CS・TV
  - IZUMO零（2005年9月22日）
  - IZUMO3（2007年7月27日）
- いたいけな彼女（ZERO/2003年10月24日）
- いただきじゃんがりあん（すたじおみりす/2000年12月10日）
  - いただきじゃんがりあんR（2005年8月5日）
- 177（マカダミアソフト/1986年9月）
- いちゃぷり! 〜お嬢さまとイチャラブえっちな毎日〜（MOONSTONE Cherry/2009年12月18日）
- いつか、届く、あの空に。（Lump of Sugar/2007年1月26日） CS
- いつか降る雪（でこポン!/2004年2月27日）
- 愛しい対象の護り方（AXL/2011年5月27日）
- id［イド］ -Rebirth Session-（root nuko/2010年1月29日）
- いな☆こい! 〜お稲荷さまとモテモテのたたり〜（Whirlpool/2006年9月29日）
  - いな☆こい! ファンディスク（2007年5月25日） FD
- イヌミミバーサク（千世/2008年9月26日）
- イノセントガール（フロントウイング/2014年2月28日）
- If 〜イフ〜（Active/1993年4月29日）
- EVEシリーズ（C's ware）
  - EVE burst error（1995年11月22日） CS
  - THE LOST ONE Last chapter of EVE（1998年10月9日） 15禁・CS逆移植
  - ADAM THE DOUBLE FACTOR（1999年6月18日）
  - EVE ZERO -ark of the matter-（2000年6月23日） 15禁・CS逆移植
  - EVE The Fatal Attraction（2001年12月14日） 15禁・CS逆移植
  - EVE 〜new generation X〜（2007年3月23日） CS逆移植
    - EVE雀（2008年7月25日）
- Imitation Lover（light/2006年1月27日）
- 妹汁（アトリエかぐや Berkshire Yorksire/2002年12月13日） OVA
- 妹スタイル（C:drive./2011年7月29日）
- 妹スパイラル（まかろんソフト/2013年9月27日）
- 妹スマイル（しとろんソフト/2009年11月27日）
- いもうと中毒 〜治す薬はありません〜（GATSUN SOFT/2007年12月21日）
- 妹でいこう!（オーバーフロー/2002年12月27日） OVA
- 妹に!スク水着せたら脱がさないっ!（はむはむソフト/2007年12月21日）
  - 妹に!スク水着せたら脱がさないっ! （Erotica/2009年4月3日）
- イモウトノカタチ（Sphere/2012年8月31日）
- 妹ぱらだいす! 〜お兄ちゃんと5人の妹のエッチしまくりな毎日〜（MOONSTONE Cherry/2011年1月28日）
- 妹ペットシリーズ（私立さくらんぼ小学校） 同人
  - 妹ペット 〜repure〜（2008年8月17日）
  - 妹ペット 〜premo〜（2008年12月30日）
- 11eyes -罪と罰と贖いの少女-（11eyes CrossOver）（Lass/2008年4月25日） CS・TV
  - 11eyes -Resona Forma-（2011年4月15日） FD
- いろとりどりのセカイ（FAVORITE/2011年7月29日）
  - いろとりどりのヒカリ（2012年8月31日） FD
  - いろとりどりのセカイ WORLD'S END COMPLETE（2013年7月26日）
- 色に出でにけり わが恋は（ういんどみる/2010年4月29日）
- いろは 〜秋の夕日に影ふみを〜（Caitsith/2007年7月20日）
- Inclusion〜インクルージョン〜（burston/2004年10月29日）
- Infantaria（CIRCUS/2001年1月26日）
- 淫皇覇伝アマツ -白濁の呪印-（アトリエかぐや DREIZEHN/2006年9月26日）
- 淫獣学園EX（DEZ SOFT NETWORK/1996年12月20日）
- 淫辱の性姫 〜快姦ニ堕チタ姫〜（Studio e.go!/2008年10月31日）
- 淫堕の姫騎士ジャンヌ 〜オーガの仔種を注がれる気高き姫!〜（catwalk NERO/2006年7月28日） OVA
- 淫内感染（ZyX/1997年9月5日）
- 淫縛学艶 〜放課後に咲く恥辱の花〜（メガロマンス/2006年9月29日） OVA
- 淫妹LOVE（スワンマニア/2007年3月30日）
- Yin-Yang! X Change Alternative（CROWD/2004年10月29日）

### う
- ヴァニタスの羊（RococoWorks/2011年4月22日）
- ヴァリアブル・ジオシリーズ（戯画/1993年7月〜） CS・OVA
- ヴァリスX（BB5/2006年2月）
- ヴァルキリーコンプレックス（CIRCUS/2009年5月29日）
- ウィザーズクライマー（ソフトハウスキャラ/2008年5月30日）
- ウィズ アニバーサリィー（CROSSNET/2006年4月28日）
  - ウィズ アニバーサリィー ☆ FUNTA! feat.RURU（2006年8月11日） FD
  - ウィズ アニバーサリィー☆COMPLETE!（フェイバリット/2009年9月18日）
- With You 〜みつめていたい〜（絆という名のペンダント with TOYBOXストーリーズ）（カクテル・ソフト/1998年9月11日） CS・OVA
  - うぃずゆーTOYBOX（1999年9月17日）
- With Ribbon（Hulotte/2011年2月25日）
- ウィッチズガーデン（ういんどみる/2012年11月30日）
- Wing&Wind（Clear/2001年3月16日）
- Wind -a breath of heart-（minori/2002年4月19日） CS・OVA・TV
- うえはぁす 〜お姫様は今日も危険でした〜（ソフトハウスキャラ/2000年9月22日）
- ヴェルディア幻奏曲（エスクード/2008年7月25日）
- WATER SUMMER ⇒ 水夏（CIRCUS/2001年7月27日） CS・OVA
- 失われた未来を求めて（TRUMPLE/2010年11月26日）
- ウソツキは天使のはじまり（SAGA PLANETS/2005年3月25日）
- 嘘デレ!（脳内彼女/2009年12月18日）
- うそ×モテ 〜うそんこモテモテーション〜（STUDIOねこぱんち/2002年11月29日）
- うたシリーズ（フロントウイング）
  - ゆきうた（Survive/2003年12月19日）
  - そらうた（FrontWing/2004年8月27日）
  - ほしうた（FrontWing/2008年12月26日）
- うたう絵本（CIRCUS）
  - うたう絵本 1・2・3 ハイ!!（2002年11月8日）
  - うたう絵本 4・5・6 Hi! Hi!（2005年8月26日）
- うたかな（ACTRESS/2002年6月7日）
- うたわれるもの（Leaf/2002年4月26日） CS・OVA・TV
- うちの妹のばあい（イージーオー/2003年5月30日）
  - うちの妹のばあい純愛版（2007年10月26日）
- 宇宙海賊サラ（BLACK Lilith/2007年8月24日） OVA
- 宇宙快盗ファニーBee（アリスソフト/1994年8月10日）
- 美しき獲物たちシリーズ（グレイト/1986年〜）
- 美しき獲物たちの学園（ミンク/1998年9月25日）
- 感染って発情アクメ菌! -精にまみれた女学園-（softhouse-seal/2010年6月25日）
- うつりぎ七恋天気あめ（キャラメルBOX/2007年2月23日）
- 奪 〜人の妻、売ります〜（スタジオ奪/2014年8月22日）
- 裏番組 〜新人女子アナ欲情生中継〜（13cm/2003年1月31日）
- 裏入学 〜淫液に濡れた教科書〜（アトリエかぐや DREIZEHN/2004年12月17日）
- ウルトラ魔法少女まなな（アリスソフト/2004年8月27日）
- 雲上のフェアリーテイル（COSMIC CUTE/2018年3月23日）
- 運命線上のφ（Lump of Sugar/2014年10月31日）

### え
- AIR（Key/2000年9月8日） CS・TV・劇場版アニメ
- airy［F］airy 〜Easter of Sant'Ariccia〜（RococoWorks/2010年1月29日）
- AR 〜忘れられた夏〜（CIRCUS/2006年2月24日）
- 永遠となった留守番 〜パパは帰らない〜（たっちー/2003年2月28日）
- 永遠のアセリア -The Spirit of Eternity Sword-（-この大地の果てで-）（ザウス/2003年11月28日） CS・OVA
  - 永遠のアセリア EXPANSION -The Spirit of Eternity Sword-（2005年10月21日） FD
  - スピたん Spirits Expedition -in the Phantasmagoria-（2006年3月3日）
    - スピたん SPECIAL BOX（2006年12月22日） FD

  - 聖なるかな -The Spirit of Eternity Sword 2-（2007年8月3日）
- H2O -FOOTPRINTS IN THE SAND-（H2O プラス）（枕/2006年6月23日） CS・TV
  - √after and another（2007年10月26日）
  - H2O √after and another Complete Story Edition（2009年7月31日）
- 英雄*戦姫（天狐/2012年3月30日） CS
  - 英雄*戦姫GOLD（2014年3月28日）
- エヴォリミット（propeller/2010年5月28日）
- エーデルヴァイス（inspire/2006年12月22日）
- エーデルワイス （OVERDRIVE/2006年12月15日）
  - エーデルワイス 詠伝ファンタジア（2008年8月29日） FD
- エーベンブルグの風（Studio e.go!/2002年7月26日） OVA
- Xchange（CROWD/1997年10月24日）
  - Xchange2（1999年8月27日）
  - Xchange3（2004年6月25日）
  - Yin-Yang! X Change Alternative（2004年10月29日）
  - X Change Alternative2 -キミノヒトミニウツルキミ-（2008年9月26日）
- EXTRAVAGANZA 〜蟲愛でる少女〜（ブラックサイク/2006年10月27日）
- E×E（ゆずソフト/2007年6月1日）
- エクソダスギルティー・オルタナティブ（アーベル/2002年12月5日） CS
- SM調教師瞳シリーズ（西武企画/1990年1月1日〜）
- エスカレーションシリーズ（フェアリーダスト） OVA・AV
  - エスカレーション'95 〜お姉さまって呼んでいいですか？〜（1995年3月4日）
  - エスカレーション エクステンション（1996年9月27日）
  - エスカレーション 〜蒼い抱擁〜（1999年6月25日）
  - エスカレーション HARD CORE（2002年6月14日）
- エターナル・エチュード Canvas4 ⇒ アクロウム・エチュード Canvas4（F&C FC01/2011年1月28日） CS
- エターナル・キングダム〜滅びの魔女と伝説の剣〜（Studio e.go!/2008年7月25日）
- エターナルファンタジー（CIRCUS/2007年11月22日）
- X-GIRL（RED-ZONE/1996年4月19日）
- H研究会（May-Be SOFT/1999年11月26日）
- エッチなバニーさんは嫌い?シリーズ（ZyX）
  - エッチなバニーさんは嫌い?（2001年3月30日）
  - エッチなバニーさんは嫌い? 2（2002年11月29日）
- 悦楽の学園（シーズウェア/1994年2月25日）
- eden*（minori/2009年9月18日）
- NTR48 〜俺の家族が寝取られるまでの48日間〜（黒鳥/2012年6月29日）
- ef - a fairy tale of the two.（ef - a tale of memories./ef - a tale of melodies.）（minori） CS・TV
  - ef - the first tale.（2006年12月22日）
  - ef - the latter tale.（2008年5月30日）
  - ef - First Fan Disc（2006年8月25日） FD
  - 天使の日曜日-ef Pleasurable Box-（2010年9月17日） FD
- effect 〜悪魔の仔〜（裸足少女/2000年12月1日）
- Emmy（アスキー/1984年）
- エミーリア ⇒ 眠れる森のお姫さま（ペンギンワークス/2000年8月4日） CS
- M.E.M. 〜汚された純潔〜（アイル/1999年8月26日） OVA
- ELYSION 〜永遠のサンクチュアリ〜（Terios/2000年8月10日） CS
- ELLE（エルフ/1991年6月13日）
  - 〔el〕（2000年9月29日） OVA
- エルドラド伝奇（エニックス/1985年）
- エルフオールスターズ脱衣雀（エルフ/2000年3月30日）
  - エルフオールスターズ脱衣雀2（2001年11月22日）
  - エルフオールスターズ脱衣雀3（2006年3月31日）
- エルフ大人の缶詰（エルフ/2000年12月22日）
- Elle:PrieR 〜しあわせの欠片をさがして〜（Etoiles/2010年8月27日）
- EREMENTAR LEGION -創聖の戦記- ⇒ レジオン・ド・ヌール（Infinite-Justice/2005年12月予定→発売日未定・未発売）
- えろコン 〜Erotic Controller 4U〜（ZERO/2003年9月26日）
- エロティ課 誘惑研修はじまるよ〜 〜しごいちゃうから覚悟なさい!〜（アトリエかぐや Honky-Tonk Pumpkin/2012年6月29日）
- ENGAGE LINKS（ALcot/2008年10月24日）
- AngelWish 〜放課後の召使いにチュッ!〜（〜君の笑顔にチュッ!〜）（CROSSNET/2004年5月28日） CS
- ANGEL・CORE（RUNE/2002年3月29日） OVA
- Angel's Lesson（Cronus/2000年12月15日）
- ANGEL NAVIGATE（Aries/2009年9月18日）
- Angel Hearts（エルフ/1989年）
- Angel Halo（Active/1996年10月17日）
- ANGEL BULLET（ライアーソフト/2004年10月1日）
- エンジェルブレイド（デジアニメ・コーポレイション/2002年10月4日）
- angel breath（戯画/2006年2月24日）
- ANGEL MAGISTER（mana/2009年7月24日）
- 艶女医（エンジョイ） 〜2人のエッチな女医とエロエロ研修体験〜（アトリエかぐや Berkshire Yorksire/2007年9月28日）
- 艶談・源平争乱記いろはにほへと（全流通/1988年3月）
  - 艶談・徳川興隆記ごらくいん（1988年12月）
  - 艶談・歴史絵巻ぬかたのおおきみ（1989年12月）
- Endless Serenade（DISKDREAM/1999年2月26日） OVA

### お
- おいしい魔法のとなえかた。（C:drive./2007年2月23日）
- オイラは番台（インターハート/2001年12月14日）
  - オイラは番台 〜平作&健太の夢物語〜（2003年12月19日）
  - オイラは番台 弐（2006年4月21日）
- 桜華 -おうか-（キャリエール/2005年6月24日） CS
- 王賊（ソフトハウスキャラ/2007年6月29日）
- オーガストファンBOX（オーガスト/2004年8月27日） FD
- 桜花センゴク（ApRicoT/2010年10月30日）
- 仰せのままに★ご主人様!（桜月/2005年11月18日）
- OH!! マイクロマン 〜小さくなって女の子の色んなトコロに入っちゃお!〜（MBS TRUTH -DeepBlue-/2014年12月26日）
- 女将・静香 〜熟れた果実が堕ちる刻〜（mini-mam/2007年4月27日）
- おキツネSummer 〜夏合宿・女の子付き〜（SCORE【しゅこあ!】/2006年12月22日）
- 置き場がない!（あかべぇそふとつぅ/2010年5月27日）
  - やや置き場がない!（2011年11月25日） FD
- 奥さまは○学生（私立さくらんぼ小学校/2006年8月13日） 同人
- 幼なじみと甘〜くエッチに過ごす方法（アトリエかぐやBerkshire Yorkshire/2007年2月23日）
- 幼なじみとの暮らし方（ハイクオソフト/2006年9月15日） FD
- 幼なじみな彼女（イージーオー/2005年3月25日）
- 幼なじみは大統領 My girlfriend is the PRESIDENT.（ALcot/2009年10月30日）
- おしえて☆エッチなレシピ -アナタとワタシのあま〜いせいかつ!-（ひよこソフト/2012年5月25日）
- おしえて Re:メイド（ユニゾンシフト・アクセント/2006年7月28日）
- おしかけおさなづま3（ロール/2005年2月18日）
- お嬢様組曲（Symphony/2005年4月22日） CS
- お嬢様をいいなりにするゲーム（アリスソフト/2007年10月5日）
- おたく☆まっしぐら（銀時計/2006年9月29日）
- 堕ちゆく教室（アトリエかぐや/2001年6月1日）
- おっぱい小さくて何が悪いのさ!（スワンマニア/2011年1月28日）
- おっぱいティーチャー 〜むちムチ性教育〜（スワン/2008年6月27日）
- おっぱいナース! 〜白衣の搾乳病棟〜（スワン/2008年2月29日）
- おっぱいの王者48 〜何も考えず目の前のおっぱい全部しゃぶれ!〜（OLE-M/2008年11月28日）
- おっぱいハート〜彼女はケダモノ発情期ッ!?〜（BISHOP/2010年2月26日） OVA
- 乙女が奏でる恋のアリア（ensemble/2014年11月28日）
  - 乙女が奏でる恋のアリア 君に捧げるアンコール（2015年6月26日）
- 乙女騎士♥いますぐ私を抱きしめて（ensemble SWEET/2019年4月26日）
- オトメクライシス（戯画/2008年3月28日）
- 処女はお姉さまに恋してる（乙女はお姉さまに恋してる）（キャラメルBOX/2005年1月28日） CS・TV
  - 処女はお姉さまに恋してる 2人のエルダー（2010年6月30日） CS・TV
- 乙女理論とその周辺 -Ecole de Paris-（Navel/2013年7月26日） CS
- お兄ちゃん、右手の使用を禁止します!（Galette/2014年9月26日）
- 鬼うた。 〜鬼が来たりて、甘えさせろとのたもうた。〜 （130cm/2009年6月26日 ）
  - 鬼まり。 〜鬼が夢見し常の世に、至る幼き恋の始まり〜（130cm/ 2010年1月29日）
- 鬼神楽（Studio e.go!/2005年4月28日）
- 鬼がくる。 〜姉がひん死でピンチです〜（えにしそふと/2017年7月28日）
- 鬼ごっこ!（Alcot/2011年3月31日） FD・CS
- 鬼父（ブルーゲイル）
  - 鬼父 〜愛娘強制発情〜（2008年10月24日） OVA
  - 鬼父2 〜あんたみたいな鬼畜、お父さんじゃない!〜（2009年8月28日） OVA
- お姉ちゃんの3乗（Marron/2003年7月25日）
- お願い!委員長!!（オーサリングヘヴン/2006年7月21日）
- お願いお星さま（PULLTOP/2004年5月28日）
- お姫様は特訓中!シリーズ（Lusterise）
  - お姫様は特訓中 〜性なる魔法修行〜（2002年11月8日）
  - お姫様は特訓中R! 〜性なる魔法修行〜（2004年4月9日）
  - お姫様は特訓中!!2 受け継がれし性なる魔術（2005年12月16日）
- オフィスで誘うエッチな彼女（PULLTOP LATTE/2017年3月24日）
- おまえのなつやすみ（FlyingShine黒/2004年3月26日）
  - おまな2 おまえんち萌えてるぞ（2006年2月24日[2]）
- おまたせ!雀バラや♪（おれんじぺこ/2005年6月3日）
- 思い出アルバム（トラヴュランス/2000年10月28日）
- 母娘乱館（アリスソフト/2012年9月28日）
- 伊頭家シリーズ（エルフ）
  - 遺作（1995年8月25日） OVA
  - 鬼作（2001年3月30日） OVA
  - 臭作（1998年3月27日） OVA
- おやつのじかん（Studio Ring/2004年12月24日）
- オランダ妻は電気ウナギの夢を見るか?（コーエー）
- 俺たちに翼はない（Navel/2009年1月30日） TV
  - 俺たちに翼はない〜Prelude〜（2008年6月28日） 15禁
- 俺と5人の嫁さんがラブラブなのは、未来からきた赤ちゃんのおかげに違いない!?（onomatope*/2012年12月21日）
- 俺の彼女のウラオモテ（Aries/2012年4月26日）
- 俺の彼女はヒトでなし（ホエール/2010年12月24日）
- 俺の彼女はロリで巨乳で秋葉系（スワン/2007年1月12日）
- 俺の手でイけ 〜痴漢の日々〜（スワンマニア/2006年12月8日）
- おれのなつやすみシリーズ（私立さくらんぼ小学校） 同人
  - おれのなつやすみ（2002年12月30日）
  - おれのなつやすみ2（2003年8月17日）
  - おれのなつやすみ番外編（2003年8月17日）
  - おれのなつやすみDVD-BOX（2005年8月14日）
- オレの氷川雫（TRUST/2006年9月22日）
- Orange Pocket（HOOK/2003年6月13日） CS
- Orange Memories（Purple software delight/2010年9月24日）
- 終わりなき夏 永遠なる音律（ファイアージュ/2009年7月24日）
- ON AIR（BROWNIE/1999年3月5日）
- 女教師（アトリエかぐや TEAM HEARTBEAT/2002年3月29日） OVA
- 女教師 君島美沙（BLACK Lilith/2005年1月21日）
- 女教師・裕美の放課後（GuiltyN/2002年9月13日） OVA
- Only You -世紀末のジュリエット達-（アリスソフト/1996年1月）
  - Only you -リ・クルス-（Only you リベルクルス）（2001年7月26日） CS

### か
- Garden（CUFFS/2008年1月25日）
- CARNIVAL（S.M.L/2004年5月14日）
- カーラ The Blood Lord（ANIME Lilith/2012年6月1日）
- 快楽依存症（TinkerBell某組/2006年9月15日）
- かいわれっ!（FlyingShine/2006年7月28日）
- かえるにょ国にょアリス（アリスソフト/2000年12月7日） 非18禁
- かえるにょ・ぱにょ〜ん（アリスソフト/1997年9月29日）
- カオスエンジェルズ（アスキー/1988年）
- 顔のない月（ROOT/2000年12月22日） OVA
  - 桃華月憚 〜顔のない月II〜（2007年5月25日） CS・TV
- 鏡の中のオルゴールシリーズ（フェアリーテール）
  - 鏡の中のオルゴール ひとつめの物語 THMBELINA（2003年6月27日）
  - 鏡の中のオルゴール ふたつめの物語 SNOW WHITE（2003年7月25日）
  - 鏡の中のオルゴール みっつめの物語 Hänsel und Gretel（2003年9月12日）
- 輝く季節へ ⇒ ONE 〜輝く季節へ〜（Tactics/1998年5月26日） CS・OVA
- 下級生（エルフ/1996年6月7日） CS・OVA・TV
  - 下級生2（2004年8月27日） OVA・TV
- 夏空少女（mixed up/2005年10月14日）
- 学園催眠隷奴 〜さっきまで、大嫌いだったはずなのに〜（silkys/2008年12月19日） OVA
- 学園☆新選組! 〜乙女ゴコロと局中法度〜（May-Be SOFT/2008年3月21日）
- 学園の狩猟者 〜烽火〜（Empty/2002年5月24日） OVA
- 学園ソドム 〜教室の牝奴隷達〜（PIL/1995年9月8日） OVA
- 神楽シリーズ（Studio e.go!・でぼの巣製作所/2003年〜）
- 神楽道中記（でぼの巣製作所/2009年7月24日）
- かけた月は戻らない（CLOCKUP/2006年7月28日）
- 歌月十夜（TYPE-MOON/2001年8月11日） 同人・FD
- 貸し出し妻、満里奈の“ネトラセ”報告 敏感妻と絶倫大学生（アトリエさくら/2013年9月23日）
  - 貸し出し妻、満里奈の“ネトラセ”報告2 CASE.元AV男優&敏感妻（2014年8月29日）
  - 貸し出し妻、満里奈の“ネトラセ”報告3 CASE.元彼氏&敏感妻（2016年2月26日）
- かしましコミュニケーション（AXL/2010年2月26日）
- 神咒神威神楽（light/2011年9月30日）
- カスターズ・リベンジ（ミスティーク/1982年10月13日）
- カスタードクリームたい焼き（アクシス/2010年4月30日）
- カスタムメイド3D2（kiss/2015年7月24日）
  - カスタムオーダーメイド3D2（2018年2月23日）
- 化石の歌（âge/2000年1月28日）
- 風の継承者（Studio e.go!/2004年11月26日）
- 家族計画（D.O./2001年11月2日） CS
- 家族交感 姉・母・妹（カニスキー/ 2005年7月1日）
- 片恋いの月（すたじお緑茶/2007年5月25日）
  - 片恋いの月 えくすとら（2008年10月31日）
- カタハネ（Tarte/2007年1月26日）
- かたわ少女（Four Leaf Studios/2012年1月4日） 同人
- 花鳥風月 〜恋ニヲチタル花園ノ姫〜（Silver Bullet/2009年12月18日）
- 学校のヤラシイ怪談 〜こんな恥ずかしい除霊させないで!〜（TinkerBell/2009年3月19日）
- 家庭教師のおねえさん 〜Hの偏差値あげちゃいます〜（アトリエかぐや Berkshire Yorksire/2005年4月28日） OVA
- 加奈 〜いもうと〜（D.O./1999年6月25日） CS
- カナリア 〜この想いを歌に乗せて〜（FrontWing/2000年8月4日） CS・OVA
  - 青カナリア FD
  - カナリア茶 FD
- 鐘ノ音ダイナティック（GROOVER/2006年2月24日）
- 彼女×彼女×彼女 〜三姉妹とのドキドキ共同生活〜（ωstar/2008年5月30日） OVA
  - 彼女×彼女×彼女 ドキドキフルスロットル!（2009年2月27日）
  - 彼女×彼女×彼女 ドキドキPack!（2009年12月18日）
- カノジョ*ステップ（SMEE/2016年9月30日） CS
- 彼女たちの流儀（130cm/2006年6月23日）
- 彼女と俺と恋人と。（PULLTOP LATTE/2012年12月14日）
- 彼女の願うこと。僕の思うこと。（Project-μ/2001年9月28日）
- 彼女はオレからはなれない（戯画/2012年9月28日） CS
- 彼女は天使で妹で（ALcotハニカム/2017年10月27日）
- Kanon（Key/1999年6月4日） CS・TV
- 喫茶ステラと死神の蝶（ゆずソフト/2019年12月20日）
- CAFE SOURIRE（CUFFS/2011年6月24日）
- Cafe Little Wish（ぱてぃしぇ/2003年2月14日） CS
- カミカゼ☆エクスプローラー!（クロシェット/2011年5月27日）
- かみさまの宿っ!（White CYC/2006年4月6日）
- 神様のりんご（light/2010年8月27日）
- かみデレ（きゃんでぃそふと/2012年9月28日）
- 神採りアルケミーマイスター（エウシュリー/2011年4月22日）
- かみぱに!（クロシェット/2008年3月28日）
- 仮面の拷問士（BLACK Lilith/2006年9月22日）
- 殻ノ少女（Innocent Grey/2008年7月4日） OVA
- カラフルアクアリウム（eufonie/2006年11月24日） CS
- からふる☆エデュケーション（SOFT CIRCLE PARTHENON/2007年3月25日） 同人
- カラフルウィッシュ 〜12コのマジ★キュン!〜（戯画/2008年4月25日）
- カラフルキッス 〜12コの胸キュン!〜（戯画/2003年3月14日）
- カラフルハート 〜12コのきゅるるん♪〜（戯画/2004年2月6日）
- カラフルBOX（SoundTail/2003年12月5日） CS
  - 空缶 -KaRaKaN-（RusK/2004年10月15日） FD
- かりぐらし恋愛（ASaProject/2018年8月30日） CS
- カルタグラ 〜ツキ狂イノ病〜（〜魂ノ苦悩〜）（Innocent Grey/2005年4月28日） CS・OVA
- Quartett!（Littlewitch/2004年4月23日） CS
- カルマルカ*サークル（SAGA PLANETS/2013年9月27日）
- 河原崎家の一族（シルキーズ/1993年12月22日） OVA
  - 河原崎家の一族2（エルフ/2003年6月6日） OVA
- GUN-KATANA（銃刀） ―Non-Human-Killer―（Black Cyc/2007年8月31日）
- 姦禁飼育ホテル（ダークスワン/2007年4月27日）
- 姦獄学園 〜学園公認、恥辱の課外授業〜（Liquid/2010年8月27日）
- 監獄戦艦シリーズ（ANIME Lilith） OVA・AV
  - 監獄戦艦 〜非道の洗脳改造航海〜（2007年3月30日）
  - 監獄戦艦2 〜要塞都市の洗脳改造〜（2010年7月30日）
  - 監獄戦艦3 〜熱砂の洗脳航路〜（2013年12月30日）
- 感汁・魔汁・ぶっかけ性活（スワンマニア/2007年6月29日）
- 姦染 〜淫欲の連鎖〜（SPEED/2006年4月21日） OVA
  - 姦染2 〜淫罪都市〜（2007年6月15日） OVA
  - 姦染3 〜首都崩壊〜（2008年11月28日） OVA
  - 姦染4 〜the day after〜（2010年4月30日）
  - 姦染5 〜The Daybreak〜（2011年12月22日） OVA
  - 姦染 Ball Buster（2012年11月2日）
  - 姦染 COMPLETE BOX 〜RECORD Of FIRST To BALLBUSTER〜（2013年7月26日）
  - 姦染 CLIPPING CHRONICLE（2015年12月18日）
- ガンナイトガール（きゃんでぃそふと/2012年12月21日）

### き
- 機械仕掛けのイヴ 〜Dea Ex Machina〜（ninetail/2006年9月22日）
- 危機一髪真由美ちゃん（サンリツ電気/1988年）
- 輝光翼戦記 天空のユミナ（ETERNAL/2009年1月23日）
  - 輝光翼戦記 天空のユミナFD -ForeverDreams-（2010年1月29日） FD
- 鬼哭街（ニトロプラス/2002年3月29日）
- 機神咆吼デモンベイン ⇒ 斬魔大聖デモンベイン（ニトロプラス/2003年4月25日） CS・TV
- 鬼作（エルフ/2001年3月30日） OVA
- キサラギGOLD★STAR（SAGA PLANETS/2010年10月29日）
- 痕（Leaf/1996年7月26日） CS版発売中止
- キスと魔王と紅茶（ま〜まれぇど/2009年10月30日）
- 絆という名のペンダント with TOYBOXストーリーズ ⇒ With You 〜みつめていたい〜（カクテル・ソフト/1998年9月11日） CS・OVA
- キスベル（戯画/2012年12月14日）
- KISSより…（あいりゅ/1999年6月24日） CS逆移植・OVA
- Kissing!! under the mistletoe（valhalla/2003年9月19日）
- 規制不可〜俺は実在しないので、ナニをヤッても許される〜（ALL-Time/2011年4月8日[3]）
- 着せかえフェティッシュ!（EXA feat.戯画/2005年9月9日）
- 鬼畜王ランス（アリスソフト/1996年12月19日）
- キッキングホース★ラプソディ（ALcotハニカム/2010年11月26日）
- きっと、澄みわたる朝色よりも、（propeller/2009年7月24日）
- Gift 〜ギフト〜（MOONSTONE/2005年5月27日） CS・TV
  - Gift にじいろストーリーズ（2006年1月27日） FD
- 義母の吐息 〜背徳心に漂う母の色香〜（Tinkerbell/2005年7月15日） OVA
- 君が主で執事が俺で（みなとそふと/2007年5月25日） CS・TV
- 君がいた季節（アージュ/1999年7月23日）
- 君が望む永遠（âge/2001年8月3日） CS・OVA・TV
  - 君が望む永遠〜special FanDisk〜（2004年6月25日） FD
- 君が呼ぶ、メギドの丘で（Leaf/2008年12月26日）
- 君だけのボテドル! 〜白濁まみれの天使〜（スワンマニア/2010年11月26日）
- 君と彼女と彼女の恋。（ニトロプラス/2013年6月28日）
- 君と恋して結ばれて（RusK/2006年6月23日）
- キミの声がきこえる（AXL/2006年12月1日）
- 君の名残は静かに揺れて（ユニゾンシフト：ブロッサム/2010年5月28日）
- キミへ贈る、ソラの花（Cabbit/2012年12月21日）
- 鬼門妖異譚（ちぇりーそふと/2000年3月17日）
- キャッスルファンタジア〜エレンシア戦記〜（Studio e.go!/2000年4月21日）
  - キャッスルファンタジア〜エレンシア戦記〜リニューアル（2003年7月25日）
- キャッスルファンタジア〜聖魔大戦〜（Studio e.go!/1998年11月20日） OVA
  - キャッスルファンタジア〜聖魔大戦〜リニューアル（2000年12月22日）
- CANNONBALL 〜ねこねこマシン猛レース!〜（ライアーソフト/2003年2月7日）
- キャラメルBOX やるきばこ（キャラメルBOX/2005年6月24日） FD
  - キャラメルBOX やるきばこ2 エピソードV:やるきねこの逆襲（2007年10月19日） FD
- GALZOOアイランド（アリスソフト/2005年12月9日）
- きゃんきゃんバニーシリーズ（カクテル・ソフト）
  - きゃんきゃんバニー（1989年）
  - きゃんきゃんバニー スペリオール（1990年4月16日）
  - きゃんきゃんバニースピリッツ（1991年8月10日）
  - きゃんきゃんバニープルミエール（1992年7月30日）
  - きゃんきゃんバニーエクストラ（1993年6月25日）
  - きゃんきゃんバニーリミテッド 5 1/2（1994年11月11日）
  - きゃんきゃんバニープルミエール2（1996年12月26日）
  - きゃんきゃんバニー1・Primo（1997年12月12日）
  - きゃんきゃんバニー6 i♥mail（2000年8月25日）
  - きゃんきゃんバニープルミエール3（2018年10月26日）
- CANDY TOYS（JANIS/2003年6月6日）
- Campus 〜桜の舞う中で〜（エーテル/1999年2月26日） CS・OVA
- Canvas 〜セピア色のモチーフ〜（カクテル・ソフト/2000年11月24日） CS・OVA
  - Canvas2 〜茜色のパレット〜（〜虹色のスケッチ〜）（F&C FC01/2004年4月23日） CS・TV
  - Canvas3 〜白銀のポートレート〜（〜淡色のパステル〜、〜七色の奇跡〜）（F&C FC01/2009年3月20日） CS
    - VALENTINE PINK（2009年12月29日） FD

  - アクロウム・エチュード Canvas4（F&C FC01/2011年1月28日） CS
- CURE GIRL（Noesis/2011年5月20日）
- 吸血殲鬼ヴェドゴニア（ニトロプラス/2001年1月26日）
- 狂淫学園（アトリエかぐや Berkshire Yorkshire/2001年11月22日）
- 行殺♥新選組（ライアーソフト/2000年4月28日）
- 巨乳シリーズ（Waffle）
  - 巨乳ファンタジー（2009年3月26日）
  - 巨乳魔女（2010年9月24日）
  - 巨乳ファンタジー外伝（2011年2月25日）
  - 巨乳ファンタジー2（2012年5月25日）
  - 巨乳ファンタジー外伝2（2013年10月25日）
  - 巨乳ファンタジー2if（2014年10月31日）
  - 巨乳ファンタジー3（2015年12月11日）
  - 巨乳ファンタジー外伝2 after -オスタシアの野望-（2016年9月23日）
  - 巨乳ファンタジー3 if（2017年11月24日）
  - 巨乳ファンタジー3 if -アルテミスの矢・メデューサの願い-（2018年5月25日） FD
  - 巨乳ファンタジー4（2021年5月28日）
  - 巨乳ファンタジー5 〜王子リーン〜（2025年2月28日）
- キラークイーン（シークレットゲーム -KILLER QUEEN-）（FLAT/2006年8月13日） 同人・CS
  - シークレットゲーム -KILLER QUEEN-DEPTH EDITION（2009年4月24日）
- キラ☆キラ（OVERDRIVE/2007年11月22日） CS
  - キラ☆キラ カーテンコール（2008年8月14日） FD
- キラリ☆南国小麦色 〜潮吹きパラダイスへようこそ!〜（アトリエかぐや Honky-Tonk Pumpkin/2010年9月24日）
- 霧谷伯爵家の六姉妹（アトリエかぐや TEAM HEARTBEAT/2010年5月28日）
- きると（CLOVER/2005年12月16日） CS
- 金色ラブリッチェ（SAGA PLANETS/2017年12月22日） CS
  - 金色ラブリッチェ -Golden Time-（SAGA PLANETS/2019年2月22日）
- 銀色（ねこねこソフト/2000年8月31日）
- 禁断の病棟 〜特殊精神科医 遊佐惣介の診察記録〜（アトリエかぐや TEAM HEARTBEAT/2011年7月29日） OVA
- 金曜日の仔猫（emu/2003年6月20日）

### く
- QUINTUPLE☆SPLASH（Parasol/2015年12月25日）
- クールなあの娘のHな妄想（スワン/2009年7月31日）
- 久遠の絆 -THE ORIGIN-（ザウス/2011年7月1日） CS
- 鎖 -クサリ-（Leaf/2005年9月22日）
- 腐り姫 〜euthanasia〜（ライアーソフト/2002年2月8日）
- 鯨神のティアスティラ（Whirlpool/2015年2月27日）
- くすり指の教科書（Active/1996年4月）
  - くすり指の教科書2（1997年7月）
- 口説き方教えます（ハード/1986年）
  - カインドゥギャルズ 〜口説き方教えます2〜（1987年）
- クドわふたー（Key/2010年6月25日）
- クラ☆クラ 〜CLASSY☆CRANBERRY'S〜（アトリエかぐや・P-ch/2010年7月23日）
- Grand Theft Auto: San Andreas（Rockstar Games/PS2:2004年10月26日, PC(Windows):2005年6月7日, Xbox:2005年6月7日、※ESRBレイティング（北米）における初期版のみ）
- Clear -クリア-（MOONSTONE/2007年8月24日） CS
  - Clear クリスタルストーリーズ（2008年5月3日） FD
- くりいむレモン OVA
- GREEN 〜秋空のスクリーン〜（ジェリーフィッシュ/1999年12月29日）
- グリーングリーン（鐘ノ音ダイナミック、鐘ノ音ロマンティック）（GROOVER/2001年10月5日） CS・OVA・TV
  - グリーングリーン2 恋のスペシャルサマー（2004年10月29日）
  - グリーングリーン3 ハローグッバイ（2005年8月5日）
- グリザイアの果実（フロントウイング/2011年2月25日）
- クリスタルリナール -逢魔の迷宮-（ディーオー/1994年7月12日）
- ク・リトル・リトル 〜魔女の使役る、蟲神の触手〜（2010年3月26日/Black cyc）
- グリンスヴァールの森の中 〜成長する学園〜（ソフトハウスキャラ/2006年6月16日）
- 狂った果実（フェアリーテール/1992年5月1日）
- くれいどるそんぐ 〜昨日に奏でる明日の唄〜（ういんどみる/2004年2月27日）
- CRESCENT（シルキーズ/1993年10月21日）
- 紅蓮（ZONE） OVA
  - 紅蓮（1999年11月18日）
  - 紅蓮天衝－修羅－（2002年7月19日）
  - 紅蓮天衝－羅刹－（2002年12月27日）
- 黒愛 〜一夜妻館・淫口乱乳録〜（CLOCKUP/2004年6月25日） OVA
- 黒獣 〜気高き聖女は白濁に染まる〜（Liquid/2010年4月23日）
- Close 2U 〜最後の夏休み〜（赤ちゃん倶楽部/2000年6月16日）
- Clover Day's（ALcot/2014年3月28日）
- Clover Heart's（ALcot/2003年11月28日） CS
- Clover Point（Meteor/2007年12月21日）
- Xross Scramble（戯画/2007年4月27日）
- CROSS†CHANNEL（FlyingShine/2003年9月26日） CS
- Cross Days（オーバーフロー/2010年3月19日）
- CROSS FIRE（JANIS/2006年12月22日）
- 黒と金の開かない鍵。（little cheese/2010年12月4日） OVA
- 黒姫（SPD/2000年12月15日） OVA
- クロノベルト-あやかしびと&BulletButlersクロスオーバーディスク-（propeller/2008年5月23日）
- 黒薔薇は夜に咲く（D-Angel/2004年1月23日）
- 群青の空を越えて（light/2005年9月30日）

### け
- けがれた英雄 〜邪淫聖女狩〜（CLOCKUP/2002年9月13日）
- 月光のカルネヴァーレ（ニトロプラス/2007年1月26日）
- 幻月のパンドオラ（Q-X/2009年12月25日）
- 剣術少女和泉令と無人島 〜お家の掟だ…お前と子作りに励んでやる〜（Norn/2008年5月16日）
- 幻夢館 〜愛欲と凌辱の淫罪〜（aias/2002年3月29日） OVA
- 幻燐の姫将軍（エウシュリー/2001年4月27日）
  - 幻燐の姫将軍2 〜導かれし魂の系譜〜（2003年12月19日）

### こ
- ゴア・スクリーミング・ショウ（Black Cyc/2006年1月20日）
- 恋色空模様（すたじお緑茶/2010年3月26日）
- こいいろChu!Lips（PeasSoft/2006年6月30日）
- 恋色マリアージュ（ま〜まれぇど/2012年10月26日）
- 恋妹SWEET☆DAYS（Parasol/2012年5月25日）
- 恋がさくころ桜どき（ぱれっと/2014年6月27日）
- 恋騎士 Purely☆Kiss（エフォルダムソフト/2011年9月30日）
- 恋剣乙女（eufonie/2012年12月21日）
- 恋衣〜まずはコレ着て!〜（Catear/2009年11月20日）
- こいじばし（Raccoon/2004年8月13日）
- 恋する妹はせつなくてお兄ちゃんを想うとすぐHしちゃうの（CAGE/2003年7月25日）
- 恋する乙女と守護の楯（AXL/2007年6月29日） CS
- 恋する少女と想いのキセキ〜Poupee de souhaits〜（Sugar Pot/2014年2月28日）
- 恋する気持ちのかさねかた（ensemble/2015年11月27日）
- 恋ではなく―― It's not love, but so where near.（しゃんぐりらすまーと/2011年5月27日）
- 恋DOKi（Etoiles/2014年6月27日）
- 恋と選挙とチョコレート（sprite/2010年10月29日）CS・TV
- こいとれ 〜REN-AI TRAINING〜（銀時計/2007年6月29日）
- 恋の話と（I.D./2013年2月28日）
- 恋春アドレセンス（Eclair/2014年10月31日）
- こいびとどうしですることぜんぶ（Sirius/2007年11月30日）
- 恋姫（シルキーズ/1995年5月26日） OVA・パチンコ
- 恋姫†無双 〜ドキッ☆乙女だらけの三国志演義〜（恋姫†夢想）（BaseSon/2007年1月26日） CS・OVA・TV・パチンコ
  - 真・恋姫†無双 〜乙女繚乱☆三国志演義〜（真・恋姫†夢想）（2008年12月26日） CS・TV
  - 真・恋姫†無双 〜萌将伝〜（2010年7月23日）
- 恋文ロマンチカ（チュアブルソフト/2009年9月18日）
- 恋もも（Fizz feat.戯画/2005年11月25日）
- 鋼炎のソレイユ -ChaosRegion-（SkyFish/2008年4月25日）
- 鋼鉄の魔女アンネローゼ（BLACK Lilith/2010年4月30日） OVA
- 校内写生（フェアリーテールX指定/1991年7月26日）
  - 遊人SPECIAL COLLECTION（1993年2月19日）
- 光輪の町、ラベンダーの少女（あかべぇそふとつぅ/2010年6月24日）
- Golden Marriage（ensemble/2014年5月30日）
- 故郷の詩（Waffle/2006年9月22日）
- 極嬢監禁らいふ! 〜男は黙ってご奉仕なさい〜（スワンマニア/2011年3月31日）
- 告白（GUilTY/1997年11月7日）
- ここから夏のイノセンス!（クロシェット/2015年11月27日）
- コ・コ・ロ…（アアル/1998年12月4日） OVA
  - コ・コ・ロ…II（2000年8月25日）
  - コ・コ・ロ…0（2004年5月28日）
- こころちゃんの秘密診療ファイル（スウィートハーツ/2004年5月21日）
- こころナビ（Q-X/2003年6月27日）
- ココロ@ファンクション!（PULLTOP/2013年10月25日）
- 股人タクシー（あいりゅ/2000年10月20日） OVA
  - 股人タクシー スペシャルエディション（ザウス（吟醸）/2001年6月22日）
  - 股人タクシー2（ザウス（吟醸）/2001年8月3日）
  - 股人タクシー3（ザウス（吟醸）/2002年7月26日）
- 秋桜の空に（Marron/2001年7月27日）
- こづくり温泉 〜いっぱいつくって一族繁栄!?〜（HighRunning/2011年6月17日）
- 言の葉舞い散る夏の風鈴（シルキーズプラス/2018年12月21日）
- コドモノアソビ（Lump of Sugar/2015年11月27日）
- こどもみるくぱふぇ（私立さくらんぼ小学校/2003年12月30日） 同人
- ことり Love Ex P（CIRCUS/2010年4月23日） FD
- こなたよりかなたまで（F&C FC01/2003年12月12日）
  - こなかな2 Konatayori Kanatamade II（F&C/2013年4月26日） CS逆移植
- この青空に約束を―（戯画/2006年3月31日） CS・TV
- この大空に、翼をひろげて（PULLTOP/2012年5月25日）
  - この大空に、翼をひろげて FLIGHT DIARY（2013年1月25日） FD
- この歌が終わったら -When this song is over-（hourglass/2010年8月6日）
- この晴れた空の下で R18（クロムウェル/2005年12月9日） CS逆移植
- この世の果てで恋を唄う少女YU-NO（エルフ/1996年12月26日） CS・OVA
- こみっくパーティー（Leaf/1999年5月28日） CS・OVA・TV
- コミュ - 黒い竜と優しい王国 -（暁WORKS/2009年10月22日）
- こもれびに揺れる魂のこえ（ユニゾンシフト/2003年7月11日）
- 木洩れ陽のノスタルジーカ（STREGA/2013年2月22日）
- 殺しのドレス（Fairytale/1987年）
  - 殺しのドレス2（1989年）
  - 殺しのドレス3（1993年）
- コンチェルトノート（あっぷりけ/2008年10月23日）
- こんなアタシでも…（WINTERS/2001年7月27日）
- こんな娘がいたら僕はもう…!!（あかべぇそふとつぅ/2006年9月29日）
  - こんぼく麻雀 〜こんな麻雀があったら僕はロン!〜（2008年6月26日）
- こんねこ（ま〜まれぇど/2004年10月29日） CS
- 今夜も朝までPOWERFULまぁじゃん（デービーソフト/1988年）
  - 今夜も朝までPOWERFULまぁじゃん2（1989年）

### さ
- C.D.Christmas Days 〜サーカスディスク クリスマスデイズ〜（CIRCUS/2006年12月22日） FD
  - C.D.C.D.2 〜シーディーシーディー2〜（2008年7月25日） FD
- CircusLand I 〜ドキ! ヒロインいっぱい初音島★コスプレミスコン祭り♪よりどりみどりで♪好きな子選んで着せ替え育成デートだょ 兄さん♪〜（CIRCUS/2007年7月27日） FD
- ザーメンジャンキー 〜早くちょうだい、濃厚ミルク〜（スワンマニア/2010年4月30日）
- 最終試験くじら（CIRCUS/2004年12月23日） CS・Webアニメ
  - 最終試験くじら〜Departures〜（2005年12月23日） FD
- 最終痴漢電車（アトリエかぐや TEAM HEARTBEAT/2001年10月26日） OVA
  - 最終痴漢電車2（2003年12月19日）
  - 最終痴漢電車3（2010年12月17日）
- 最果てのイマ（ザウス/2005年8月12日）
- 沙織 -美少女達の館-（フェアリーテールX指定/1991年10月18日）
- さかあがりハリケーン 〜LET'S PILE UP OUR SCHOOL!〜（戯画/2008年11月28日） CS
- さかしき人にみるこころ（light/2008年5月30日）
  - どんちゃんがきゅ〜（2009年5月29日）
  - まじのコンプレックス（2010年8月27日）
  - 神様のりんご（2010年8月27日）
- Theガッツ!（May-Be SOFT/1999年2月10日） OVA
  - Theガッツ!2 〜海でガッツ!〜（オーサリングヘヴン/2000年8月31日）
  - Theガッツ!3 〜山でガッツ!〜（オーサリングヘヴン/2001年7月27日）
  - Theガッツ!4 〜私立ガッツ学園!〜（オーサリングヘヴン/2002年9月13日）
  - Theガッツ!5（オーサリングヘヴン/2003年10月10日）
  - Theガッツ!6 〜麻雀でガッツ!〜（2005年10月7日予定→発売日未定・未発売）
  - Theガッツ! -マキシマム・マタニティ!-（コンプリーツ/2012年9月28日）
- サキガケ⇒ジェネレーション!（クロシェット/2014年5月30日）
- サキュヴァス 堕ちた天使（あかとんぼ/1998年5月15日）
- さくらさくら（ハイクオソフト/2009年6月26日） CS
- さくらシュトラッセ（ぱれっと/2008年1月25日）
  - さくらんぼシュトラッセ（2008年8月29日） FD
- さくらテイル（Fizz/2009年10月30日）
  - さくらのしっぽ 〜さくらテイルファンディスク〜（2010年11月26日） FD
- 桜ノーリプライ（onomatope*/2012年5月25日） CS
- サクラノ詩（枕/2015年10月23日）
- さくらのさくころ（minori/2006年3月31日） FD
- さくらビットマップ（HOOKSOFT/2010年9月24日）
- さくら日和（May-Be SOFT/1999年5月21日）
- 桜舞う乙女のロンド（ensemble/2013年11月29日）
- さくらむすび（CUFFS/2005年8月5日）
- THE GOD OF DEATH（スタジオメビウス/2005年7月29日）
- 誘ってオトして催淫術!（スワンマニア/2006年12月22日）
- サナララ（ねこねこソフト/2005年4月29日）
- サノバウィッチ（ゆずソフト/2015年2月27日）
- 蠅声の王（Lost Script/2006年4月28日）
- サバト鍋-Nitro Amusement Disc-（ニトロプラス/2006年2月3日）
- サフィズムの舷窓（ライアーソフト/2001年5月18日）
- Summer Days（オーバーフロー/2006年6月23日）
- Summerラディッシュバケーション!!シリーズ（オーバーフロー）
  - Summerラディッシュバケーション!!（2003年4月1日）
  - Summerラディッシュバケーション!!1.1（2004年8月13日）
  - Summerラディッシュバケーション!!2（2004年8月13日）
- 様々な媚薬を作り出し、女の子をエロエロにしちゃおう（スワンマニア/2010年12月24日）
- サムライホルモン（くらむちゃうだー/2013年9月27日） OVA
- THE野球拳スペシャル 〜今夜は12回戦〜（ソシエッタ代官山/1995年7月28日）
- 沙耶の唄（ニトロプラス/2003年12月26日）
- さよならを教えて 〜comment te dire adieu〜（craftwork/2001年3月2日）
- さよらなエトランジュ（CLOVER/2002年12月20日）
- さらさらささら（アトリエかぐや Berkshire Yorksire/2009年2月27日）
  - プリ☆さら 〜ドキドキ×らぶらぶWファンディスク〜（2009年9月18日） FD
- 3LDK♥（DEEP BLUE/2003年6月27日） CS
- 三刻志（ミッチェル/1996年8月）
- 三極姫〜乱世、天下三分の計〜（げーせん18/2010年12月17日） CS
- 残暑お見舞い申し上げます。 〜君と過ごしたあの日と今と〜（めろめろキュート/2008年2月29日）
- 斬魔大聖デモンベイン（機神咆吼デモンベイン）（ニトロプラス/2003年4月25日） CS・TV

### し
- しあわせ家族部（Purple software/2012年5月25日）
- SEEK 〜地下室の牝奴隷達〜（PIL/1995年3月31日）
  - SEEK2 -SADISTIC BABYLON-（1999年6月25日）
- シークレットゲーム -KILLER QUEEN- ⇒ キラークイーン（FLAT/2006年8月13日） 同人・CS
  - シークレットゲーム -KILLER QUEEN-DEPTH EDITION（2009年4月24日）
  - シークレットゲーム CODE:Revise（2011年3月31日）
- G線上の魔王（あかべぇそふとつぅ/2008年5月29日）
- C.D.C.D.2 〜シーディーシーディー2〜（CIRCUS/2008年7月25日） FD
- seal Best collection（softhouse-seal）パック販売
  - Seal Best collection（2008年5月30日）
  - seal best collection2 -エロいっぱいの真心ギフト これでいつでもH三昧!!-（2011年9月30日）
  - seal Best collection3 seal vs. Re:verse -俺よりエロい奴に会いに行く…-（2012年6月29日）
- SeeIn青 -シーンAO-（アリスソフト/2000年7月6日） OVA
- 紫影のソナーニル -What a beautiful memories-（ライアーソフト/2010年11月26日）
- JYB（カクテル・ソフト/1993年3月26日）
- シェル・クレイル 〜愛しあう逃避の中で〜（アリスソフト/2003年6月27日）
- 潮風の消える海に（light/2007年1月26日）
- ジオグラマトン（CLOCKUP/2005年2月25日） OVA
  - Zwei Worter（2006年7月21日）
- シキガミ（あかべぇそふとつぅTRY/2011年7月29日）
- 地獄SEEK（PIL/1995年10月3日）
- ジサツのための101の方法（公爵/2001年10月5日）
- 思春期（RUNE/2005年9月29日）
- 雫（Leaf/1996年1月26日）
- シスターコントラスト!（AcaciaSoft/2003年11月21日）
- SISTER SISTER（ロール/2006年11月30日）
- SISTERS 〜夏の最後の日〜（ジェリーフィッシュ/2011年4月28日）
  - SISTERS 〜夏の最後の日〜 ULTRA EDITION（2013年2月22日）
- シス☆ぽん〜孕ませ♪ご馳走さまっ!〜（すもも/2007年11月30日）
- 肢体を洗う（シルキーズ/2002年5月31日） OVA
- 漆黒のシャルノス -What a beautiful tomorrow-（ライアーソフト/2008年11月21日）
- しっぽのきもち（CAGE/2002年6月21日）
- 忍流（ソフトハウスキャラ/2009年12月18日）
- 姉妹いじり 〜散ル花 二輪〜（にくきゅう/1999年6月25日） OVA
- 姉妹えっち 〜俺が教師で兄で他人で〜（スワン/2006年11月24日）
- 死妹人形（九頭龍/2004年10月29日） OVA
- しまいま。（アリスソフト/2006年）
- シましょっ! 〜Hと恋のお勉強〜（スワンマニア/2007年10月26日）
- Justy×Nasty 〜魔王はじめました〜（Whirlpool/2012年12月21日） CS
- 借金姉妹（Selen/2007年4月27日） OVA
  - 借金姉妹2（2008年6月27日）
  - 借金姉妹2AfterStory（2010年2月26日）
- SHUFFLE!（Navel/2004年1月30日） CS・TV
  - Tick! Tack!（2005年9月16日）
  - Really? Really!（2006年11月24日） CS
  - SHUFFLE! Essence+（2009年10月30日）
    - SHUFFLE! Love Rainbow（2011年4月28日） FD

  - SHUFFLE! エピソード2 神にも悪魔にも狙われている男（2020年5月29日）
- SHADOW AND SHADOW ⇒ 二重影（ケロQ/2000年11月30日） CS
- シャマナシャマナ 〜月とこころと太陽の魔法〜（キャラメルBOX/2004年5月28日）
- 車輪の国、向日葵の少女（あかべぇそふとつぅ/2005年11月25日） CS
  - 車輪の国、悠久の少年少女（2007年1月26日） FD
- 雀JAKA雀（エルフ/1992年11月13日）
- Chanter -キミの歌がとどいたら-（Terios/2006年10月27日） CS
- 臭作（エルフ/1998年3月27日） OVA
- 十次元立方体サイファー 〜蒼き月の水底〜（〜ゲーム・オブ・サバイバル〜）（Abel SOFTWARE/2004年12月24日） CS
- 重装皇女メタルプリンセス（AniSeed/2002年2月22日）
- 終末少女幻想アリスマチック（キャラメルBOX/2006年10月27日） CS
- 終末の過ごし方 -The world is drawing to an W/end-（アボガドパワーズ/1999年4月9日）
- Sugar+Spice!（チュアブルソフト/2007年9月28日） CS
  - Sugar+Spice! Party☆Party（2008年5月23日） FD
- Sugar+Spice2（チュアブルソフト/2010年7月30日）
- SuGirly Wish（HOOKSOFT/2011年9月30日） CS
- 祝福のカンパネラ（ういんどみるOasis/2009年1月30日） CS・TV
  - 祝祭のカンパネラ!（2010年10月29日） FD
  - 祝福のカンパネラ Plus Stories（2021年6月25日）
  - 悠久のカンパネラ（2021年7月30日）
- シュクレ 〜sweet and charming time for you.〜（戯画/2011年9月22日） CS
- 受胎島（ルネ/2012年7月27日） OVA
- 出撃!! 乙女たちの戦場〜闇を切り裂く、にび色の徹甲弾〜（げーせん18/2009年12月18日）
- しゅぷれ〜むキャンディ 〜王道には王道たる理由があるんです!〜（枕/2008年9月26日）
- 少拘女 〜私を忘れないで〜（アトリエかぐや/2001年6月22日）
- 少女剣士秋月蓮の押しかけ孕嫁生活 〜子作りは我が使命…受精するまで離さぬぞ!〜（Norn/2009年5月1日）
- 少女神域∽少女天獄 -The Garden of Fifth Zoa-（Lass/2013年4月26日）
- 少女と世界とお菓子の剣 〜Route of AYANO〜（私立さくらんぼ小学校/2009年8月15日） 同人
- 少女魔法学リトルウィッチロマネスク（Littlewitch/2005年7月29日） CS
- JOKER - 死線の果ての道化師 -（あかべぇそふとすりぃ/2012年6月29日）
- 濁悪催眠180秒 〜目が覚めたら非処女になっていた〜（黒鳥/2012年2月24日）
- 触手少女（サークルソフトさ〜くるクレージュ/2007年4月25日） 同人
- 触装!魔法少女ヒカル（BLACK Lilith/2009年10月23日）
- 女系家族（シルキーズ/2002年10月25日）
  - 女系家族 〜淫謀〜（2005年4月28日） OVA
  - 女系家族III 〜秘密HIMITSU卑蜜〜（2012年11月22日）
- ショコラ 〜maid cafe "curio"〜（戯画/2003年4月4日） CS
  - パルフェ 〜ショコラ second brew〜（パルフェ - Chocolat Second Style -）（2005年3月25日） CS
- 女子校生コスプレファイル スクール水着を脱がさないっ!（はむはむソフト/2009年4月3日）
- 女子大生プライベート（日本ファルコム/1983年11月）
- 処女と魔王とタクティクス（charlot/2011年6月24日）
- 女郎蜘蛛 〜呪縛の雌奴隷達〜（PIL/1998年4月13日）
  - 女郎蜘蛛 〜真伝〜（2002年6月21日）
- 私立アキハバラ学園（フロントウイング/2003年8月29日）
  - あきばこ 私立アキハバラ学園ファンディスク（2003年12月19日） FD
- しる☆シルっ!! 〜潮吹きお嬢様はHすぎますっ〜（スワンアイ/2007年11月16日）
- SilveryWhite 〜君と出逢った理由〜（桜月/2006年9月29日）
- しろくまベルスターズ♪（PULLTOP/2009年12月11日） CS
- 白詰草話 -Episode of the Clovers-（Littlewitch/2002年7月5日） CS
- しろのぴかぴかお星さま（sweetlight/2013年1月25日）
- 塵骸魔京（ニトロプラス/2005年6月24日）
- JINKI EXTEND Re:VISION（戯画/2010年11月26日）
- 真・恋姫†無双 〜乙女繚乱☆三国志演義〜（真・恋姫†夢想）（BaseSon/2008年12月26日） CS・TV
  - 真・恋姫†無双 〜萌将伝〜（2010年7月23日）
- 人工少女（ILLUSION）
  - 人工少女2（2004年11月26日）
  - 人工少女3（2007年11月30日）
- 神樹の館（Meteor/2004年9月24日）
- 真章 幻夢館（Ciel/2004年12月17日） OVA
- 神聖にして侵すべからず（PULLTOP/2011年10月28日）
- 新・御神楽少女探偵団（御神楽探偵団）（エルフ/2003年12月26日） OVA
- 真説 猟奇の檻（CALIGULA/2004年12月17日）
  - 真説 猟奇の檻 第2章（2009年5月1日）
- 真・瑠璃色の雪 〜ふりむけば隣に〜 （アイル/2000年4月14日） CS・OVA

### す
- SweetHoneyComing ⇒ HoneyComing（HOOK/2007年6月29日） CS
- Sweet Pleasure（Cronus/2000年9月22日）
  - Sweet Pleasure NS（2006年6月30日）
- スイートレガシー（フロントウイング/2002年4月26日） CS
- 水夏（WATER SUMMER）（CIRCUS/2001年7月27日） CS・OVA
- 水月（F&C FC01/2002年4月26日） CS
- 水月 弐 〜追憶〜（F&C/2012年12月21日） CS逆移植
- 水素〜1/2の奇蹟〜（e-エ・レ・キテル/2001年3月30日）
- 水平線まで何マイル? -Deep Blue Sky & Pure White Wings-（ABHAR/2008年8月29日） CS
  - すまいるCubic! -水平線まで何マイル? アフター&アナザーストーリーズ-（2009年4月24日） FD
- すうぃと!（きゃんでぃそふと/2007年9月21日）
- スーパーリアル麻雀シリーズ（セタ/1987年3月 - ） CS・OVA
- Scarlett 〜スカーレット〜（ねこねこソフト/2006年5月26日） CS
- Skyprythem（Armonica/2009年10月30日）
- 好き好き大好き!（13cm/1998年7月31日）
- School Days（オーバーフロー/2005年4月28日） CS・OVA・TV
  - Summer Days（2006年6月23日）
  - Cross Days（2010年3月19日）
- School Days（フェイス/2000年3月24日）
- スクールフェスタ（ロール/2005年11月25日）
- School ぷろじぇくと☆（アトリエかぐや Berkshire Yorkshire/2006年6月30日）
- すくぅ〜るメイト（ILLUSION/2007年5月25日）
  - すくぅ〜るメイト2（2010年6月25日）
- すくみず 〜フェチ☆になるもんっ!〜（CIRCUS/2003年7月25日）
  - すくみず2 〜泳・げ・な・い〜（2005年8月26日）
- スケバン雀士竜子（セガ/1987年）
- 涼風のメルト -Where wishes are drawn to each other-（Whirlpool/2010年8月27日）
- 涼崎探偵事務所シリーズ（アボガドパワーズ）
  - 黒の断章 THE LITERARY FRAGMENT（1995年7月14日） CS
  - Esの方程式 Wo Es war,soll Ich werden.（1996年5月24日）
  - 人工失楽園 Paradise Lost（開発凍結）
- スズノネセブン!（クロシェットlumie/2009年1月30日） CS
  - スズノネセブン! -Sweet Lover's Concerto-（2009年11月27日）
- スターシップランデブー（スキャップトラスト/1988年）
- スタープラチナ（カスタム/1996年10月10日）
- STARLESS（Empress/2011年5月27日）
- 巣作りドラゴン（ソフトハウスキャラ/2004年6月25日）
- ずっとすきして たくさんすきして（onomatope*/2013年6月28日）
- Stellar☆Theater（Rosebleu/2009年6月26日） CS
  - Stellar☆Theater encore（2011年6月24日） FD
- Strawberry Nauts（HOOKSOFT/2011年11月25日）
- ストロベリーポルノシリーズ（コーエー）
- SNOW（スタジオメビウス/2003年1月31日） CS
- Snowラディッシュバケーション!!（オーバーフロー/2001年12月28日）
- 素晴らしき日々 〜不連続存在〜（ケロQ/2010年3月26日）
- スピたん Spirits Expedition -in the Phantasmagoria-（ザウス/2006年3月3日）
  - スピたん SPECIAL BOX（2006年12月22日） FD
- すぷらっしゅ!（アトリエかぐや/2010年7月30日）
- すぽコン! SPORTSWEAR COMPLEX（アストロノーツ・アリア/2012年7月27日）
- スマガ（ニトロプラス/2008年9月26日）
- 3Dカスタム少女（テックアーツ3D/2008年6月13日）
- 3days 〜満ちてゆく刻の彼方で〜（Lass/2004年6月25日）
- Sultan 〜The Lovesong is Forever〜（light/2002年7月26日）
- SWAN SONG（Le.Chocolat/2005年7月29日）

### せ
- 聖炎天使エレアノール（SAGA PLANETS/2007年6月29日）
- 盛夏の杜（Guts!/2001年3月16日）
- 聖剣アヴィリオン〜滅びの魔女と失われし王国〜 ⇒ エターナル・キングダム〜滅びの魔女と伝説の剣〜（Studio e.go!/2008年7月25日）
- 聖少女戦隊レイカーズ（アップルパイ/1993年12月25日） OVA
  - 聖少女戦隊レイカーズII（1994年12月16日）
  - 聖少女戦隊レイカーズIII（1996年4月26日）
  - 聖少女戦隊レイカーズI・II For Win（1996年10月18日）
- 性処理くらぶシリーズ（スワンマニア/2010年）
  - 性処理くらぶ 〜いっぱいヌいてあげる♪〜（2010年2月26日）
  - 性処理くらぶ2 〜コスって伸びる新人教育〜（2010年8月27日）
- 聖徒会長ヒカル〜淫魔に占領された学園〜（catwalk NERO/2009年7月24日）OVA
- 聖なるかな -The Spirit of Eternity Sword 2-（ザウス/2007年8月3日） CS
- 聖ヤリマン学園シリーズ（ORCSOFT/2011年-2013年） OVA・AV
- セーラーウォーズ（日本物産/1993年）
- 世界征服彼女（Navel/2010年12月24日）
- 世界でいちばんNGな恋（HERMIT/2007年11月22日） CS
- 世界と世界の真ん中で（Lump of sugar/2014年1月31日）
- 世界ノ全テ（たまソフト/2002年4月26日） CS
- 赫炎のインガノック（ライアーソフト/2007年11月22日）
- Sexyビーチシリーズ（ILLUSION/2003年〜）
  - Sexyビーチ2（2003年7月11日）
  - Sexyビーチ3（2006年9月29日）
- se・きらら（native/2010年3月26日）
- 雪影-setsuei-（Silver Bullet/2006年3月24日）
- セックス あ〜ん♪ パンツァー（softhouse-seal/2014年9月12日）
- SEXFRIEND 〜セックスフレンド〜（CODEPINK/2003年3月20日） OVA
- 絶対★妹原理主義!!（脳内彼女/2010年10月29日）
- ぜったい遵守☆強制子作り許可証!!（softhouse-seal GRANDEE/2010年5月28日）
- ぜったい絶頂☆性器の大発明!! ─処女を狙う学園道具多発エロ─（softhouse-seal GRANDEE/2011年3月31日）
- 絶対地球防衛機 メガラフター（ライアーソフト/2005年5月20日）
- 絶対領域っ!（Rio/2009年3月27日）
- 絶望 -青い果実の散花-（スタジオメビウス/1999年9月10日）
- 絶倫アクロバットおやじ 飛びます・いれます・いかせます（STUDIO KINKY/2002年9月27日） OVA
  - 人生アクロバットゲーム 進め! おやじの変態道（2003年12月19日） OVA
- XENON -夢幻の肢体-（シーズウェア/1994年12月9日）
- セミラミスの天秤（キャラメルBOX/2014年6月27日）
- セパレイトブルー（Survive/2003年1月31日）
- SeptemCharm まじかるカナン（Terios/1998年12月17日） OVA・TV
  - まじかるカナン MAGICAL FANTASY BOX（1999年） FD
  - まじかるカナン -RISEA- トリプルフィーチャリングBOX（2005年4月28日）
- 77 〜And, two stars meet again〜（〜Beyond the Milky Way〜）（Whirlpool/2009年7月31日） CS
- 瀬里奈（アトリエかぐや TEAM HEARTBEAT/2004年7月23日）
- 千恋万花（ゆずソフト/2016年7月29日）
- 戦国†恋姫〜乙女絢爛☆戦国絵巻〜（BaseSon/2013年12月20日）パチンコ
- 戦極姫 -戦乱の世に焔立つ-（-戦乱に舞う乙女達-）（げーせん18/2008年11月20日） CS
  - 戦極姫2〜戦乱の世、群雄嵐の如く〜（-葉隠の乙女、風雲に乗ず-）（2010年2月19日） CS
  - 戦極姫3〜天下を切り裂く光と影〜（2011年6月17日）
- 戦国ランス（アリスソフト/2006年12月15日）
- Sense Off（otherwise/2000年8月18日）
- 先生だーいすき（SCORE/2002年11月29日）
  - 先生だーいすき2（2004年11月19日）
- センチネル（CLOCKUP/2006年12月22日）
- 聖奴隷学園（Liquid/2006年6月23日）
- 千の刃濤、桃花染の皇姫（オーガスト/2016年9月23日） CS
  - 千の刃濤、桃花染の皇姫 -花あかり-（2019年9月27日）

### そ
- 蒼海の皇女たち（アナスタシア/2008年3月14日）
  - 蒼海のヴァルキュリア 〜孤高の皇女ルツィア〜（2009年12月4日）
- 装甲悪鬼村正（ニトロプラス/2009年10月30日）
- 創作彼女の恋愛公式（Aino+Links/2021年11月26日）
- 創世奇譚アエリアル（あかべぇそふとすりぃ/2012年7月27日）
- 蒼天のセレナリア（ライアーソフト/2006年7月7日）
- Soul Link（Navel/2004年12月17日） CS・TV
  - Soul Link ULTIMATE（2010年6月25日）
- 続・殺戮のジャンゴ -地獄の賞金首-（ニトロプラス/2007年7月27日）パチスロ
- そして明日の世界より――（etude/2007年11月22日）
- そして初恋が妹になる（ALcotハニカム/2016年5月27日）
- 卒業旅行（JANIS/1996年3月）
- その花びらにくちづけをシリーズ（ふぐり屋） 同人 OVA
- その横顔を見つめてしまう〜A Profile 完全版〜（あかべぇそふとつぅ/2006年3月24日）
- そらいろ（ねこねこソフト/2009年9月18日）
- 空色の風琴（THE LOTUS/2004年3月26日） CS
- そらうた（フロントウイング/2004年8月27日）
  - そらうた Vista対応版（2008年10月24日）
- そらのいろ、みずのいろ（Ciel/2004年6月25日） OVA
- 空のつくりかた（COSMIC CUTE/2016年10月28日）
- 空を飛ぶ、3つの方法。（La'cryma/2008年7月25日）
- ソルティアンジュ魔法倶楽部（micro/2007年9月28日）
- それは舞い散る桜のように（BasiL/2002年6月28日）
  - それは舞い散る桜のように 完全版（2008年10月31日）
- それゆけ! ぶるにゃんマンHARDCORE!!!（Digital Cute/2012年1月27日）
- ゾンビのあふれた世界で俺だけが襲われない（SEACOXX/2015年2月20日）

### た
- Dark Blue（LiLiM DARKNESS/2009年11月27日） OVA
- DARCROWS（アリスソフト/1999年11月18日） OVA
- 大悪司（アリスソフト/2001年11月30日） OVA
- 大好きな先生にHなおねだりしちゃうおませなボクの/私のぷにぷに（CAGE/2004年2月27日）
- たいせつなきみのために、ぼくにできるいちばんのこと（だんでらいおん/2011年10月28日）
- 対戦アイドル麻雀ファイナルロマンス2（ビデオシステム/1995年）
  - アイドル麻雀ファイナルロマンス2（アスク講談社/1995年8月11日）
- DAISOUNAN（ソフトハウスキャラ/2009年3月27日）
- 大帝国（アリスソフト/2011年4月28日）
- 大図書館の羊飼い（オーガスト/2013年1月25日）
  - 大図書館の羊飼い〜放課後しっぽデイズ〜（2013年9月27日）
  - 大図書館の羊飼い -Dreaming Sheep-（2014年3月28日） FD
- Tiny Dungeon 〜BLACK and WHITE〜（Rosebleu/2010年6月25日）
  - Tiny Dungeon 〜BLESS of DRAGON〜（Rosebleu/2010年12月24日）
- 大番長 Big Bang Age（アリスソフト/2003年12月19日）
- 零式（アリスソフト/1997年12月18日）
- 対魔忍シリーズ
  - 対魔忍アサギ（Black Lilith/2005年10月28日） OVA・AV
  - 対魔忍アサギ カオス・アリーナ編（2006年1月13日）
  - 対魔忍アサギ完全版（2006年9月29日）
  - 対魔忍アサギ2 淫謀の東京キングダム（2006年10月27日）
  - 対魔忍ムラサキ 〜くノ一傀儡奴隷に堕つ〜（2008年10月24日）OVA・AV
  - 対魔忍ユキカゼ（2011年9月16日） OVA・AV
- タイムリープ（フロントウイング/2007年12月27日） CS
  - タイムリープぱらだいす（2009年8月28日） FD
- Timepiece Ensemble（GLacé/2013年12月27日） CS
- ダイヤミック・デイズ（Lump of Sugar/2011年8月26日）
- 太陽のプロミア（SEVEN WONDER/2011年5月27日）
- D.C. 〜ダ・カーポ〜（CIRCUS/2002年6月28日） CS・TV
  - D.C. White Season 〜ダ・カーポ ホワイトシーズン〜（2002年12月13日） FD
  - D.C.P.C. 〜ダ・カーポ〜 プラスコミュニケーション（2004年5月28日） CS逆移植
  - D.C. Summer Vacation 〜ダ・カーポ サマーバケーション〜（2004年8月27日） FD
  - D.C. After Seasons 〜ダ・カーポ〜 アフターシーズンズ（2008年6月27日） FD
- D.C.II 〜ダ・カーポII〜（2006年5月26日） CS・TV
  - D.C.II Spring Celebration 〜ダ・カーポII〜 スプリング セレブレイション（2007年4月27日） FD
  - D.C.II P.C. 〜ダ・カーポII〜 プラスコミュニケーション（2008年12月26日） CS逆移植
  - D.C.II To You 〜ダ・カーポII〜 トゥーユー（2009年6月26日）
  - D.C.II Fall in Love 〜ダ・カーポII〜 フォーリンラブ（2009年12月18日）
- D.C.P.K. 〜ダ・カーポーカー〜（2008年2月29日） FD
- D.C. Dream X'mas 〜ダ・カーポ〜 ドリームクリスマス（2010年12月24日）
- 駄作（CYCLET/2014年11月28日）
  - 駄作 〜アリスとクロエ、結ばれる日〜（2015年9月25日）
  - 蛇足（Waffle/2020年12月25日）[4]（『蛇足』の精神上の続編[4]）
- 誰彼（Leaf/2001年2月9日）
- 黄昏のシンセミア（あっぷりけ/2010年7月22日）
- だっこしてぎゅっ! 〜オレの嫁は抱き枕〜（Tactics*Latte/2009年9月18日）
- W.L.O. 世界恋愛機構（あかべぇそふとつぅ/2009年3月26日） CS
  - W.L.O. 世界恋愛機構L.L.S. -LOVE LOVE SHOW-（2009年9月24日） FD
- ダブル・ヴィジョン 美少女写真館スペシャル!（HARD/1987年）
- タペストリー -you will meet yourself-（light/2009年2月27日）
- たまきゅう（フェアリーテール月星組/2003年6月27日） CS
- たまたま 〜となりの彼女は声優のたまご。たまたま生まれた恋のたまごが…（BANANA shu-shu/2006年8月25日）
  - たまたま クリスマスBOX（2006年12月22日） FD
- 黙って私のムコになれ!（ensemble/2011年1月28日）
- 魂響〜たまゆら〜（あかべぇそふとつぅ/2005年5月27日） CS
  - 魂響〜陵辱side〜（2005年7月8日）
  - 魂響〜円環の絆〜（2007年7月26日）
- タユタマ -Kiss on my Deity-（Lump of Sugar/2008年7月11日） CS・TV
  - タユタマ -It's happy days-（2009年5月29日）
- タユタマ2 -you're the only one-（Lump of Sugar/2016年9月23日） CS
  - タユタマ2 -After Stories（2017年4月28日）
- 堕落の国のアンジー 〜狂界の牝奴隷達〜（PIL/1997年7月25日）
- DALK（アリスソフト/1992年12月15日）
  - DALK外伝（2002年9月27日）
- 誰かのために出来ること〜Innocent Identity〜（Fermi/2009年2月27日）
- ダンジョンクルセイダーズ（アトリエかぐや TEAM HEART BEAT/2006年12月15日）
  - ダンジョンクルセイダーズ2 〜永劫の楽土〜（2008年12月19日）
- ダンシング・クレイジーズ（ソフトハウスキャラ/2005年9月30日）
- DUNGEONS&DOLLS（アリスソフト/2004年12月17日）
- 団地妻の誘惑（コーエー）
- たんぽぽ 〜Everything Nice〜（苺みるく/2002年7月26日）

### ち
- チアフル!（戯画/2007年1月26日）
- チェリーボーイにくびったけ（ACTRESS/2003年4月11日）
- チェリッシュピザはいかがですか（F&C FC02/2004年2月13日）
- 痴漢者トーマス（ザウス/2003年8月1日） OVA
- 痴漢専用車両（Frill/2007年9月28日）
  - 痴漢専用車両2（2009年4月24日）
- 恥辱診察室（アトリエかぐや Berkshire Yorkshire/2002年6月21日） OVA
- Tick! Tack!（Navel/2005年9月16日）
- ちびちびフィアンセ（Norn/2007年12月7日）
- チュートリアルサマー（すたじおみりす ペレット/2005年10月28日）
- 中二病な彼女の恋愛方程式（PeasSoft/2015年5月29日）
- ちゅぱしてあげる 〜スポーツクラブのおねえさん〜（アトリエかぐや Honky-Tonk Pumpkin/2009年7月24日）
- 超昂シリーズ
  - 超昂天使エスカレイヤー（アリスソフト/2002年8月2日） OVA
  - 超昂閃忍ハルカ（アリスソフト/2008年2月29日） OVA
  - 超昂大戦エスカレーションヒロインズ（アリスソフト/2020年11月25日）
- 超神伝説うろつき童子（フェアリーテール/1990年4月21日） OVA
- ちょこっと☆ばんぱいあ!（Meteor/2006年11月17日）
- ちょっと素直にどんぶり感情（ういんどみる/2005年8月26日）

### つ
- ツイ☆てる（c:drive/2007年11月27日）
- 終ノ空（ケロQ/1999年8月27日） OVA
- 終の館シリーズ（CIRCUS/2004年）
  - 終の館 〜恋文〜（2月27日）
  - 終の館 〜双ツ星〜（3月26日）
  - 終の館 〜罪と罰〜（4月30日）
  - 終の館 〜檻姫〜（5月28日）
  - 終の館 〜人形〜（6月25日）
- Zwei Worter（CLOCKUP/2007年4月27日）
- 21-Two One-（BasiL/2001年5月25日） CS
- 使い魔様は魔界プリンセス 〜勘違いするな! 中に出すのはただの魔力補給だ!!〜（Norn/2007年4月27日）
- 月神楽（Studio e.go!/2007年12月21日）
- 月陽炎（すたじおみりす/2001年10月19日） OVA
  - 月陽炎 -千秋恋歌-（2002年3月1日） FD
- 月染の枷鎖 -the end of scarlet luna-（ひよこソフト/2010年1月29日）
- 月に寄りそう乙女の作法（Navel/2012年10月26日） CS
- 月に寄りそう乙女の作法2（Navel/2014年12月19日） CS
- 月は東に日は西に 〜Operation Sanctuary〜（オーガスト/2003年9月26日） CS・TV
- 月姫（TYPE-MOON/2000年12月） 同人・TV
  - 月姫PLUS-DISC（2001年1月）
  - 歌月十夜（2001年8月） FD
  - 月箱（2003年4月29日）
- 尽くして愛DOLL! 〜マスター大好きっ〜（スワンマニア/2007年5月25日）
- 尽くしてあげちゃう3 〜わたしのご主人様〜（トラヴュランス/2001年12月7日）
- 九十九の奏〜欠け月の夜想曲〜（SkyFish/2012年9月28日）
- ツクモノツキ（Sugar Pot/2012年2月24日）
- 辻堂さんの純愛ロード（みなとカーニバル/2012年9月28日）
- ツナガル★バングル（ういんどみる/2007年10月26日）
- 椿色のプリジオーネ（ミンク/2001年3月16日） OVA
- 翼をください（skysphere/2010年2月26日）
- 妻シリーズ（アリスソフト）
  - 妻みぐい（2002年3月15日） OVA
  - 妻みぐい2（2003年3月28日）
  - 妻みぐい3（2016年1月29日）
  - 妻しぼり（2006年8月4日）
- つよきす（きゃんでぃそふと/2005年8月26日） CS・TV
  - みにきす 〜つよきすファンディスク〜（2006年12月15日） FD
  - つよきす2学期（2008年4月25日） CS
  - つよきす3学期（2011年3月31日） CS
  - つよきすNEXT（2013年12月20日）
  - つよきすFESTIVAL（2015年12月25日） FD
- つるぺた（Witch/2003年6月27日）
- つるぺた★はにゃぁん（萌。/2005年9月16日）

### て
- DiaboLiQuE（アリスソフト/1998年5月28日）
- Tears to Tiara（Leaf/2005年4月28日） CS・TV
- DEARDROPS（OVERDRIVE/2010年6月18日） CS
- Dear My Friend（light/2004年7月9日） CS
- Teaching Feeling -傷肌少女との生活-（FreakilyCharming/2015年10月27日） 同人
- デイズシリーズ（オーバーフロー）
  - School Days（2005年4月28日） CS・OVA・TV
  - Summer Days（2006年6月23日）
  - Cross Days（2010年3月19日）
- D+VINE[LUV]（アボガドパワーズ/2000年2月25日） CS・OVA
  - とびでばいん（2001年5月25日）
- DA・パンツ!!（Cadath/2003年1月31日）
- Dies irae -Also sprach Zarathustra-（light/2007年12月21日）
  - Dies irae Also sprach Zarathustra -die Wiederkunft-（2009年7月24日）
  - Dies irae 〜Acta est Fabula〜（2009年12月25日）
  - Dies irae 〜Amantes amentes〜（2012年8月31日） CS
- D-sprayシリーズ（アンダームーン）
  - D-spray 媚薬でモテモテ 課長代理補佐（2005年6月24日）
  - D-spray2 媚薬でモテモテ 課長代理 湯けむり旅情編（2006年9月29日）
- でいじーちぇーん 〜TERMINATOR GIRL〜（鱚/2005年2月25日）
- DISCIPLINE 〜The record of a Crusade〜（Active/2002年8月30日） OVA
- ている・ている（CLOVER/2003年12月12日）
- ティンクル☆くるせいだーす（Lillian/2008年9月26日） CS
- DESIRE 背徳の螺旋（シーズウェア/1994年7月22日） CS
- デッド・オブ・ザ・ブレインシリーズ（フェアリーテール） CS
  - デッド・オブ・ザ・ブレイン 死霊の叫び（1992年4月1日）
  - デッド・オブ・ザ・ブレイン 2（1993年11月26日）
- てとてトライオン!（PULLTOP/2008年8月29日） CS
- てのひらを、たいように（Clear/2003年1月24日） CS
  - てのひらを、たいようにAB（2003年5月30日） FD
- でぼの巣箱（Studio e.go!/2005年12月22日） FD
- D'ERLANGER〜誘惑の淫魔病棟〜（DISTORTION/2005年1月21日）
  - Mirage〜淫艶の触手病棟〜Another Story of D'ERLANGER（2006年5月26日） OVA
- デリコス! 〜お電話一本、私をお届け〜（スワンマニア/2011年7月29日）
- でりばらっ! -deliverance of strays-（Parasol/2011年5月27日）
- DUEL SAVIOR（戯画/2004年10月1日） CS
  - angel breath（2006年2月24日）
- テレビの消えた日（プチケロQ/2007年8月31日）
- てんあく（Studio e.go!/2002年10月25日）
- 転校生（スペースプロジェクト/1995年3月24日）
  - 転校生2（1998年4月17日）
- Dangel（ミンク/1995年9月9日）
  - Danger Angel 〜異常進化〜（2003年2月14日）
- 天使たちの午後シリーズ（JAST/1985年〜）
- 天使のいない12月（Leaf/2003年9月26日）
- 天使のたまご（Purple software/2007年8月17日）
- 天使ノ二挺拳銃（ニトロプラス/2005年1月28日）
- 天使の羽根を踏まないでっ（MEPHISTO/2011年7月29日）
- 天神乱漫 -LUCKY or UNLUCKY!?-（-Happy Go Lucky!!-）（ゆずソフト/2009年5月29日） CS
- Tentacle and Witches（Lilith Mist/2009年7月31日） OVA
- 天然やわちち女神フローラ・甘エロ新婚子作りライフ 〜お姉さんの子宮に、好きなだけ注いでもいいのですわよ♪〜（Norn/2008年10月10日）（女神3部作 (Norn)）
- 電脳学園（ガイナックス/1989年7月15日）

### と
- DOR（ディーオー/1992年2月）
  - DOR2（1992年5月）
  - DOR3（1992年11月）
  - DOR Special Edition 魁（1993年5月）
  - DOR Special Edition'93（1993年11月）
- 12+（アニゼッタ/2011年3月31日）
- 桃華月憚（ROOT/2007年5月25日） CS・TV
- 同級生（エルフ/1992年12月17日） CS・OVA
  - 同級生2（1995年1月31日） CS・OVA
- 東京女子高制服を脱いだ図鑑（NEW SYSTEM HOUSE OH!/1988年）
  - 超番外制服図鑑プラス（SYSTEM HOUSE OH!/1989年）
- TOKYOナンパストリート（エニックス/1985年4月）
- 慟哭 そして…（データイースト/1998年）
  - Revive 〜蘇生〜（1999年10月28日） CS逆移植
- どうして?いじってプリンセス Final Road 〜もう!またこんなところで3〜（ビタミン/2006年10月6日）
- どうして抱いてくれないのっ!? 〜女の子だってヤりたいの!〜（chococo/2011年8月26日）
- 闘神都市シリーズ（アリスソフト）
  - 闘神都市（1990年12月15日）
  - 闘神都市II（1994年12月10日） CS・OVA
  - 闘神都市III（2008年11月28日）
- 同窓会シリーズ（FAIRYTALE） CS・OVA
  - 同窓会 -Yesterday Once More-（フレンズ 〜青春の輝き〜）（1996年9月12日）
  - 同窓会again（2001年1月26日）
  - 同窓会refrain（2001年8月24日）
- To Heart（Leaf/1997年5月23日） CS・TV
  - ToHeart2 XRATED（2005年12月9日） CS・OVA・TV・パチスロ
    - ToHeart2 AnotherDays（2008年2月29日）
- 21-Two One-（BasiL/2001年5月25日） CS
- TRUE BLUE（LiLiM DARKNESS/2002年9月13日） OVA
- TALK to TALK（Clear/2002年2月1日）
- ドーターメーカー（ふぉ〜ちゅん♪/2002年3月28日）
- 冬音-Tone-（FragiLe/2007年4月27日）
- ドキドキお姉さん（アトリエかぐや Berkshire Yorkshire/2003年7月25日）
- ドキドキ母娘レッスン 〜教えて♪Hなお勉強〜（TinkerBell/2006年4月14日） OVA
- ドキドキしすたぁパラダイス（light/2003年2月14日）
- ときどきパクッちゃお!（XANADU/2004年10月8日）
- どきどきPrincess（Cronus/2001年10月19日）
- 刻音色（ミンク/2003年5月9日）
- トキノ戦華（Studio e.go!/2009年1月23日）
- どこでもすきしていつでもすきして（C:drive./2008年6月27日）
- 何処へ行くの、あの日（MOONSTONE/2004年6月25日） CS
- どこまでも青く… ⇒ 果てしなく青い、この空の下で…。（TOPCAT/2000年6月30日） CS
- どすこい!女雪相撲 胸がドキドキ初場所体験（ライアーソフト/2010年3月19日）
- とっぱら〜ざしきわらしのはなし〜（キャラメルBOXいちご味/2008年9月26日）
- となりのお姉さんは巨乳OL（スワンマニア/2008年7月25日）
- とびでばいん（アボガドパワーズ/2001年5月25日）
- 友達以上恋人未満（スタジオメビウス/2004年9月24日）
- 従姫 -ともひめ-（X[iks]/2002年9月27日）
- 智代アフター 〜It's a Wonderful Life〜（Key/2005年11月25日） CS
- とらいあんぐるハート（JANIS/1998年12月18日）
  - とらいあんぐるハート2 さざなみ女子寮（1999年7月30日）OVA
  - とらいあんぐるハート ラブラブおもちゃ箱（2000年2月25日）FD
  - とらいあんぐるハート3 〜Sweet Songs Forever〜（2000年12月8日）OVA
  - とらいあんぐるハート3 リリカルおもちゃ箱（2001年6月29日）FD・TV
  - とらいあんぐるハート1・2・3 DVD EDITION（2002年6月14日）
- とらかぷっ!（PULLTOP/2002年6月27日）CS
- DRACU-RIOT!（ゆずソフト/2012年3月30日）
- ドラゴンシティX指定（フェアリーテール/1991年2月）
- ドラゴンナイト（エルフ/1989年11月1日） OVA
  - ドラゴンナイトII（1990年11月30日）
  - ドラゴンナイトIII（1991年12月14日）
  - ドラゴンナイト4（1994年1月25日） CS・OVA
- DR2ナイト雀鬼（Leaf/1995年2月24日）
- とらぶるっ!（LiLiM/2006年12月1日）
  - とらいあんぐるBLUE（LiLiM DARKNESS/2007年7月13日） OVA
- トラベリングスターズ（HOOKSOFT/2015年8月28日） CS
  - トラベリングスターズ MiniFanDisc ジルコニア Ver.（HOOKSOFT/2016年3月18日） FD
- Trample on “Schatten!!” 〜かげふみのうた〜（TAIL WIND/2009年5月29日）
- Treating2U（BLUE GALE/2000年1月28日）
- 虜ノ姫 〜淫魔の調律〜（アトリエかぐや TEAM HEARTBEAT/2007年6月29日）
- Triptych（ALcot/2006年4月28日）
- D.P.S.（アリスソフト/1989年12月）
  - D.P.S. SG（1990年8月）[5]
  - D.P.S. SG set2（1991年4月）[6]
  - D.P.S. SG set3（1991年12月）
  - Super D.P.S.（1992年9月）
  - D.P.S. 全部（1995年11月10日）
- ドリル少女スパイラル・なみ（エヴォリューション/2000年7月21日）
- トロピカルKISS（Twinkle/2009年9月25日）
  - トロピカルVACATION（2014年10月31日）
- Trois 〜トロワ〜（Remain/2001年10月5日）
- トワイライトゾーン（グレイト/1988年1月1日）
  - トワイライトゾーン2 -ナギサの館-（1988年10月21日）
  - トワイライトゾーン3 〜甘くて長い夜〜（1989年6月20日）
  - トワイライトゾーン Vol.4 特別編（1990年4月1日）
- 永遠ズ語リ 〜少女凌辱秘抄〜（MarryBell/2006年12月8日）
- どんちゃんがきゅ〜（light/2009年5月29日）
- ドンデンラバー Vol.1 〜白黒つけよっ〜（DYNAX/1995年）

### な
- Nursery Song（Cronus/2002年5月24日）
- Nursery Rhyme -ナーサリィ☆ライム-（Lump of Sugar/2005年11月25日）
- ナースにおまかせ（アトリエかぐや Berkshire Yorkshire/2004年9月24日）
- ナイキ（カクテルソフト/1991年7月）[7]
- ないしょの放課後（ロール/2004年9月24日）
- ナイショのよりみち（CAGE/2005年12月22日）
- ナイトウィザード 魔法大戦 〜The Peace Plan to Save the World〜（RUNE/2004年6月25日）
- Night Walker -真夜中の探偵-（1993年） TV
- ナイトライフ（光栄マイコンシステム/1982年）
- ナイものねだりはもうお姉妹（Aries/2013年4月26日）[8]
- “中出し”以外は校則違反!! 〜女子校祭・乗っ取り計画〜（MBS Truth/2006年6月23日）
- 中出しスパイの挿入捜査 -子宮の平和は俺が守る!-（softhouse-seal/2010年10月22日）
- 中出し孕ませ母娘どんぶり（スワンマニア/2010年3月26日）
- 中の人などいない! トーキョー・ヒーロー・プロジェクト（ALcot/2012年8月31日）
- ナギサの（コットンソフト/2007年12月14日）
- 和み匣 Innocent Greyファンディスク（Innocent Grey/2007年4月6日） FD
- Naturalシリーズ（F&C）
  - Natural -身も心も-（1998年2月6日） OVA
  - Natural2 -DUO-（2000年5月26日） CS・OVA
  - Natural Zero+ -はじまりと終わりの場所で-（2000年12月22日）
  - Natural Another One（2003年9月26日）
    - Natural Another One 2nd -Belladonna-（DreamSoft/2005年10月28日）
- 夏色小町（Purple software/2003年2月28日） CS
- 夏色☆こみゅにけ〜しょん♪（Terios/2003年11月7日）
- 夏色のエプロン（ウラン/2000年8月12日）
- 夏色の砂時計 for Windows（Berries/2003年1月24日） CS逆移植・OVA
- なついろ〜星降る湖畔の夏休み〜（ACTRESS/2003年10月31日） CS
- なついろレシピ（PULLTOP Air/2015年5月29日）
- 夏神楽（Studio e.go!/2003年6月20日）
- 夏神（アトリエかぐや TEAM HEARTBEAT/2008年1月25日）
- 夏少女（PULLTOP/2003年5月30日） CS
- 夏空カナタ（ゆずソフト/2008年5月23日）
- 夏空のペルセウス（minori/2012年12月21日）
- なつドキ!ハーレム 〜親せき宅での悩める受験勉強〜（TinkerBell/2009年7月24日）
- 夏に奏でる僕らの詩（Purple software/2010年3月26日）
- 夏ノ雨（CUBE/2009年9月25日）
- 夏の終わりのニルヴァーナ（ぱじゃまソフト/2013年1月25日）
- なつぽち（ALcot/2006年11月22日）
- ナツメグ（コットンソフト/2007年2月2日）
- 夏めろ（AcaciaSoft/2007年1月26日）
- ナツユメナギサ（SAGA PLANETS/2009年7月31日）
- 撫子乱舞（White CYC/2010年5月21日）
- なないろ 恋の天気予報（FilmSoftware/2002年12月25日）
- なないろ航路（Journey/2010年11月26日）
- なないろリンカネーション（シルキーズプラス/2014年9月26日） CS
- ななついろ★ドロップス（ユニゾンシフト/2006年4月21日） CS・TV
- 七つのふしぎの終わるとき（etude/2011年12月22日）
- ななみとこのみのおしえてA・B・C（Studio Ring/2003年12月26日）
- ナマイキデレーション（まどそふと/2013年7月26日）
- 南国王宮子作りシリーズ（Norn）
  - あまあねプリンセス・イリーナと南国王宮子作り 〜私の子宮で全部受け止めてあげる♪貴方の赤ちゃんが欲しいの〜（2009年10月23日）
  - ツンあねプリンセス・エミリアと南国王宮子作り 〜中出しなんて生意気よ! 赤ちゃん出来るまで許さないんだからね!〜（2009年11月6日）
  - 素直クールプリンセス・サヤカと南国王宮子作り 〜抜いちゃヤだ…赤ちゃん出来るまで子宮に出して欲しい〜（2009年11月20日）
- 南国ドミニオン（ソフトハウスキャラ/2005年2月18日）

### に
- 新妻イカせてミルク! 〜団地妻、昼下がりの下半身事情〜（アトリエかぐや Honky-Tonk Pumpkin/2008年4月25日）
- 新妻は魔法少女（Terios/2008年6月30日）
- 肉体転移（シルキーズ/2003年2月28日） OVA
- 肉欲接待プロデュース 〜穴がブッ壊れるまで使ってやる〜（黒鳥/2011年9月30日）
- 虹色あるけミカン Magic of alchemy（しらたま/2007年8月31日）
- 20世紀アリス（アリスソフト/2000年12月7日）
- 二重影（SHADOW AND SHADOW）（ケロQ/2000年11月30日） CS
  - 二重箱（2001年11月30日） FD
- 2度咲き!タルトレット（しらたま/2009年6月26日）
- にゃんカフェマキアート 〜猫がいるカフェのえっち事情〜（SkyFish poco/2013年8月30日）
- 乳姫大祭（West Vision/2007年1月19日）
- 人形使い（フォレスト/1992年5月29日）
  - 人形使い2（1996年8月23日）
- 人形の館 〜淫夢に抱かれたメイドたち〜（アトリエかぐや/2002年10月25日） OVA
- 人間狩り（アリスソフト/1997年12月18日）

### ぬ
- ぬいぐるまー（light/2004年12月24日）
- ヌーク 〜あばかれた陰謀〜（ボンびぃボンボン!/1992年11月1日）
  - ヌーク2 〜レミーの逆襲〜（1993年12月）
  - ヌーク3〜最後の性戦〜（1994年12月）
- 抜きゲーみたいな島に住んでる貧乳はどうすりゃいいですか?（Qruppo/2018年7月27日）
  - 抜きゲーみたいな島に住んでる貧乳はどうすりゃいいですか?2（2019年7月26日）

### ね
- ねぇ〜お兄ちゃぁ〜ん 〜妹たちのドッキドキ誘惑合戦!〜（スワン/2009年5月29日）
- 姉SUMMER!（あるてみす。/2008年8月15日） 同人
  - 姉SUMMER!2（2009年8月14日） 同人
- 姉、ちゃんとしようよっ!（きゃんでぃそふと/2003年6月27日） OVA
  - 姉、ちゃんとしようよっ!2（2004年6月25日）
  - もっと 姉、ちゃんとしようよっ!（2010年7月30日）
- ねえ・姉パラダイス 〜俺と姉ちゃんの甘甘生活〜（スワン/2007年8月24日）
- ね〜PON?×らいPON!（Navel/Lime /2007年8月31日）
- ねがいの魔法。（Tarte/2003年7月25日）
- ねがぽじ 〜お兄ちゃんと呼ばないでっ!!〜（Active/2001年4月6日）
  - ねがぽじファンディスク 〜ひとつ屋根の下で〜（2002年1月25日） FD
- ねこ☆こい! 〜猫神さまとネコミミのたたり〜（Whirlpool/2010年4月30日）
- ネコっかわいがり! 〜クレインイヌネコ病院診療中〜（13cm/2006年2月24日）
- 猫撫ディストーション（WHITESOFT/2011年2月25日）
- 熱帯低気圧少女（H℃/2008年5月30日） CS逆移植
- ネブ*プラス（Navel/2012年2月24日）
- 眠れる森のお姫さま（エミーリア）（ペンギンワークス/2000年8月4日） CS

### の
- NOVA -ノ・ヴァ- 魅入られた肢体（Cat's Pro./1993年5月28日）
- North Wind（DreamSoft/2004年9月24日） CS
- のーぱんつ!!（Molamola.software/2010年8月27日）
- のーぶる☆わーくす（ゆずソフト/2010年12月24日）
- ノストラダムスに聞いてみろ♪（Lime/2008年2月29日）
- 覗いちゃだめっ! 〜ドキドキ女子寮かんさつ〜（スワンマニア/2007年12月14日）
- 野々村病院の人々（シルキーズ/1994年6月30日） CS・OVA
- ノブレスオブルージュ（チュアブルソフト/2013年9月27日）
- ノラと皇女と野良猫ハート（HARUKAZE/2016年2月26日） CS・TV
  - ノラと皇女と野良猫ハート2（HARUKAZE/2017年10月27日） CS

### は
- バーチャコール（フェアリーテール/1995年2月24日）
  - バーチャコール2（1995年12月22日）
  - バーチャコール3（バーチャコールS）（1997年7月25日） CS
  - バーチャコールクロニクル（F&C FC01/2004年9月24日）
- HARD社の社長が社員に面白いと認めさせたクイズ第一弾、君も成田へ行って勝手にジャンケンをしよう（HARD/1988年1月）
- ハードスキャンダル 〜淫欲の女教師〜（覇王/2004年10月8日）
- HEARTWORK（Active/1997年12月19日） OVA
- はぁ・はぁ・テレパス 〜はじめてなのに超BINKAN〜（SAGA PLANETS/2004年1月30日）
- ハーレムブレイド 〜The Greatest of All Time.〜（戯画/1996年4月26日）
- 背徳の学園 〜闇に捧げられた乙女たち〜（Liquid/2005年7月29日）
- バイナリィ・ポット（オーガスト/2002年2月22日）
- VIPERシリーズ（ソニア/1993年 - 2003年）
  - VIPER -RSR-（2002年7月31日）
- Hyper→Highspeed→Genius（ういんどみる/2011年6月24日）
- Bible Black（Active/2000年7月14日） OVA
- ハコてん雀（ZyX/2000年9月29日）
- はじめてのおてつだい（Studio Ring/2005年10月28日）
- はじめてのおるすばん（ZERO/2001年12月28日）
  - はじめてのおいしゃさん（2002年4月26日）
- ぱすてる（SIESTA/2007年11月22日）
- ぱすてるチャイム -恋のスキルアップ-（アリスソフト/1998年11月26日）
  - ぱすてるチャイムContinue（2005年6月17日）
    - ぱすちゃC++（2005年12月9日） FD
- パステルチャイム3 バインドシーカー（2013年2月15日）
- ハチミツ乙女blossomdays（ルピナス/2009年10月23日）
- パチンコセクシーリアクション（サミー/1998年）
- 初恋（RUNE/2002年10月25日） CS・OVA
- 初恋1/1（tone work’s/2012年6月29日）
- 初恋サクラメント（Purple software/2010年12月24日）
- 初恋予報。（I.D./2011年5月27日）
- HUSHABY BABY ハッシャバイベイビー（アリスソフト/1999年9月30日）
- 初情スプリンクル（Whirlpool/2017年7月28日）
- はっちゃけあやよさん（ハード/1989年2月28日）
- ×××な彼女が田舎生活を満喫するヒミツの方法（Lime vert/2012年6月29日）
- ××な彼女のつくりかた（KISS/2007年11月22日）
  - ××な彼女のつくりかた ハプニング プラスディスク（2008年5月23日）
  - ××な彼女のつくりかた 2008年 プラグインDISC（2008年9月26日）
- はっぴ〜ぶり〜でぃんぐ（Purple software/2002年4月26日） CS
  - はぴぶりいまさらふぁんでぃすく（2003年5月4日） FD
- はっぴぃプリンセス（Terios/2007年9月28日）
  - はっぴぃプリンセス 〜Another Fairytale〜（2008年7月25日）
- はっぴぃ☆マーガレット!（CROSSNET/2007年10月26日）
- はつゆきさくら（SAGA PLANETS/2012年2月24日）
- パティシエなにゃんこ（ぱじゃまソフト/2003年2月28日） CS
- 果てしなく青い、この空の下で…。（どこまでも青く…）（TOPCAT/2000年6月30日） CS
- バトルレイパー（ILLUSION/2002年）
- 花色ヘプタグラム（Lump of Sugar/2012年10月26日）
- 花咲ワークスプリング!（SAGA PLANETS/2015年3月27日） CS
- 刃鳴散らす（ニトロプラス/2005年9月30日）
- 花と乙女に祝福を（ensemble/2009年5月29日） CS
  - 花と乙女に祝福を ロイヤルブーケ（2010年1月29日）
- 花と蛇（エルフ/2005年8月5日）
- 華の舞（DYNAX/1988年）
- 桜吹雪 〜千年の恋をしました〜（Silver Bullet/2009年4月24日）
  - 花鳥風月 〜恋ニヲチタル花園ノ姫〜（2009年12月18日）
- はなマルッ!（TinkerBell/2004年5月28日）
- HoneyComing（HOOK/2007年6月29日） CS
  - @HoneyComing RoyalSweet（HOOKSOFT/2009年8月28日）
- HuniePop（HuniePot/2015年1月19日）
- BUNNYBLACK（ソフトハウスキャラ/2010年7月30日）
- ばにしゅ! 〜おっぱいの消えた王国〜（アリスソフト/2009年2月27日）
- パパラブ〜パパとイチャエロしたい娘達と一つ屋根の下で〜（BLUE GALE/2011年12月16日） OVA
- はぴとら -Happy Transportation-（ブルームハンドル/2009年9月25日）
  - はぴとら外伝 アイナの新婚日記（2010年1月22日）
- はぴねす!（ういんどみる/2005年10月21日） CS・TV
  - はぴねす! りらっくす（ういんどみるOasis/2007年7月28日） FD
  - はぴねす!×はぴねす! りらっくす SPECIAL BOX（ういんどみるOasis/2008年10月24日）
- ハピメア（Purple software/2013年2月28日）
  - ハピメア Fragmentation Dream（2014年2月28日） FD
- 孕ら☆カノ!! 〜あの娘とラブラブ孕ぼて性活〜（スワンアイ/2008年10月24日）
- PARADISE LOST（light/2004年1月16日）
- 孕ら☆ちゅちゅっ!! 〜咬めばあの娘もHな天使〜（スワンアイ/2009年3月27日）
- 孕ら妻ナース!!（スワンマニア/2009年6月26日）
- はらハラしちゃう! 〜親にはナイショの子作り性活〜 ―朝霧姉妹編―（アトリエかぐや/2011年6月24日）
- 孕ら☆ハラっ!! 〜中出し学園せ〜かつ〜（スワンアイ/2007年6月29日）
- 孕ら☆パラっ!! 〜スワン中出しパラダイス〜（スワン/2011年4月22日） FD
- 孕ませ人妻姉妹 〜兄嫁と弟嫁は俺の性妻〜（スワンマニア/2009年2月27日）
- はらみこ（Selen/2009年4月24日）
- 孕ら巫女姉妹（スワンマニア/2008年11月28日）
- 孕ら☆みん!! 〜催眠中だし子づくり宣言〜（スワンアイ/2008年5月30日）
- 孕女 〜俺はこの学園で復讐を成し遂げる〜（TinkerBell/2007年11月22日）
- Parallel Harmony 月曜の扉は水曜の向こうに（C's ware/2000年11月24日）
- 春色桜瀬（Purple software/2008年7月31日）
- 春色こみゅにけ〜しょん（Terios/2008年4月25日）
- はるかかなた（SORAHANE/2014年5月30日）
- はるかぜどりに、とまりぎを。（SkyFish/2007年10月26日）
  - はるかぜどりに、とまりぎを。 2nd Story 〜月の扉と海の欠片〜（2010年1月29日）
- ハルカナソラ（Sphere/2009年9月25日） FD
- 遥かに仰ぎ、麗しの（PULLTOP/2006年11月24日）
- 春恋*乙女 〜乙女の園でごきげんよう。〜（BaseSon/2006年1月27日） OVA
- 「BALDR」シリーズ（戯画/1999年〜）
  - BALDRHEAD〜武装金融外伝〜（1999年7月2日）
  - BALDR FORCE（2002年11月1日） CS・OVA
  - BALDR BULLET（2000年10月27日）
    - BALDR BULLET "REVELLION"（バルドバレット リベリオン）（2006年9月29日） CS

  - BALDR SKY
    - BALDR SKY "Lost Memory" Dive1（2009年3月27日）
    - BALDR SKY "RECORDARE" Dive2（2009年11月27日）
    - BALDR SKY "DREAM WORLD" DiveX（2010年9月24日）
    - BALDR SKY ZERO（2013年9月27日）
    - BALDR SKY ZERO 2（2014年3月28日）

  - BALDR BRINGER（2017年10月27日）
- はるのあしおと（minori/2004年7月23日） CS
  - さくらのさくころ（2006年3月31日） FD
- パルフェ 〜ショコラ second brew〜（パルフェ -Chocolat Second Style-）（戯画/2005年3月25日） CS
- はるまで、くるる。（すみっこソフト/2012年4月27日）
- 春萌 〜はるもい〜（LOVERSOUL/2006年4月14日）
  - 春萌 〜はるもい〜 沙緒アフター（2007年1月26日）
- はるるみなもに!（クロシェット/2017年3月24日）
- 8665^2 ハルルコのジジョウ（RUNE/2007年9月28日）
- PALETTE（フェアリーテール/1998年11月20日）
- Bullet Butlers（propeller/2007年7月27日）
- 晴れときどきお天気雨（ぱれっと/2011年11月25日）
- 晴れのち胸さわぎ（カクテル・ソフト/1995年11月10日）
  - 晴れのちときどき胸さわぎ（1997年4月25日）
  - 晴れのちおおさわぎ!（1989年9月）
- Hello Again（Active/2000年5月26日）
- Hello,good-bye（Lump of Sugar/2010年12月17日）
- "Hello, world."（ニトロプラス/2002年9月27日）
- パワースレイブ（海月製作所/1995年10月27日）

### ひ
- Piaキャロットへようこそ!!シリーズ
  - Piaキャロットへようこそ!!（カクテル・ソフト/1996年7月26日） CS・OVA
  - Piaキャロットへようこそ!!2（カクテル・ソフト/1997年10月31日） CS・OVA
  - Piaキャロットへようこそ!!3（F&C FC02/2001年11月30日） CS・劇場版アニメ
  - Piaキャロットへようこそ!!G.O. 〜グランド・オープン〜（カクテル・ソフト/2006年2月3日） CS・パチスロ
  - Piaキャロットへようこそ!!G.P.（F&C カクテル・ソフト/2008年）
    - ぴあきゃろG.O. TOYBOX 〜サマーフェア〜（2006年9月15日） FD
    - ぴあきゃろG.O. TOYBOX2 〜スプリングフェア〜（2007年4月27日） FD
    - ぴあ雀（2007年2月23日）

  - Piaキャロットへようこそ!!4（カクテル・ソフト/2009年12月25日） CS
- PP -ピアニッシモ- 操リ人形ノ輪舞（Innocent Grey/2006年9月29日）
- ピアノの森の満開の下（ぱじゃまソフト/2007年8月24日）
- P.S.2〜真実の扉〜（URAN/1999年2月25日）
- P.S.3〜ハーレムナイト〜（URAN/2000年2月24日）
- Peace@Pieces（ユニゾンシフト/2004年12月23日）
  - わんもあ@ぴぃしぃず FD
- 景の海のアペイリア（シルキーズプラスDOLCE/2017年7月28日）
  - 景の海のアペイリア 〜カサブランカの騎士〜（シルキーズプラスDOLCE/2017年12月22日） FD
- 白光のヴァルーシア（ライアーソフト/2009年11月20日）
- 美脚性奴会長 亜衣「こ、この変態! 私のタイツになんてことを……!」（オーバードーズ/2008年10月31日）
- Beside 〜幸せはかたわらに〜（F&C FC03/2001年10月26日）
- 美少女雀士プリティセーラー18禁（日本物産/1994年8月）
  - 美少女雀士プリティセーラー2 -Hなささやき-（1994年10月）
- ひしょ×ひしょ（ゆ〜かりそふと/2009年9月18日）
- PigeonBlood（PIL/SLASH/2014年10月3日）
- 秘蹟神姫アルカナセイバー（Portion/2009年12月25日）
  - 秘蹟神姫アルカナセイバーR（2012年10月26日）
- BITTERSWEET FOOLS（minori/2001年8月31日） CS
- bitter smile.（戯画/2010年6月25日） CS
- ひだまり（AXL/2006年5月26日）
- ひだまりバスケット（eufonie/2009年12月11日）
- PIZZICATO POLKA -彗星幻夜-（-縁鎖現夜-）（ぱじゃまソフト/2003年12月12日） CS
- ひとかた（お竜/2001年10月10日）
- ひとがたルイン（Studio e.go!/2004年12月24日）
- ひとつ飛ばし恋愛（ASa Project/2013年4月26日） CS
- 人妻お姉さんとツンデレ幼なじみの孕んだ関係（スワンマニア/2008年8月29日）
- 人妻♪かすみさん 〜母娘と共同性活〜（Tinkerbell/2003年7月18日） OVA
- 人妻コスプレ喫茶（アトリエかぐや TEAM HEARTBEAT/2003年5月30日） OVA
  - 人妻コスプレ喫茶2（2006年4月28日） OVA
- 人妻戦隊アイサイガー（DISCOVERY/2005年11月4日）
  - 人妻戦隊アイサイガーPOWERED（2007年2月23日）
  - 人妻戦隊アイサイガーFLASH（2008年5月30日）
- 人妻奴隷計画（BLACK Lilith/2007年1月26日）
- ひとづままん!! 〜孕んだくノ一妻みごろ〜（スワンアイ/2009年8月28日）
- ひなたテラス 〜We don't abandon you.〜（戯画/2011年2月25日）
- ひなたぼっこ（Tarte/2004年7月23日）
  - ひなたると（2005年3月25日） FD
- 雛鳥の囀with殻の中の小鳥（STUDiO B-ROOM/1999年7月30日）
- Before Dawn Daybreak 〜深淵の歌姫〜（BLACK CYC/2008年10月24日）
- ひまわり（Regrips/2002年8月30日）
- ひまわり hi・ma・wa・ri（ぶらんくのーと/2007年12月31日） 同人・CS
- 向日葵の教会と長い夏休み（枕/2013年1月25日） CS
- ひまわりのチャペルできみと（Marron/2007年8月24日）
- 秘密の花園（GAMEテクノポリス/1992年1月31日） CS
- 姫狩りダンジョンマイスター（エウシュリー/2009年4月24日）
- 姫騎士アンジェリカ 〜あなたって、本当に最低の屑だわ!〜（silky's/2007年2月23日） OVA
- 姫騎士リリア 〜魔触の王城に堕つ〜（BLACK Lilith/2004年9月17日） OVA
- ひめ恋☆ふぇち恋 〜あの娘の性癖に異常アリ!〜（スワンアイ+/2010年10月29日）
- ヒメゴト・マスカレイド 〜お嬢様たちの戯れ〜（エスクード/2012年12月21日）
- 姫さまっ、お手やわらかに!（戯画/2007年9月28日）
- 姫さま凛々しく!（Q-X/2006年6月23日）
- ひめしょ!（XANADU/2005年11月25日）
- HimeのちHoney（ASa Project/2008年8月29日）
- 姫×姫（Etoiles/2009年9月18日）
- 姫巫女（RaSeN/2006年2月3日）
  - 姫巫女・繊月（縁 -yukari-/2008年9月19日）
- pure angel -たったひとつの願いのために-（し〜くえんす/2000年9月14日）
- ピュアソングガーデン!（PULLTOP/2017年6月30日）
- PureHeart 〜世界で一番アナタが好き〜（SAGA PLANETS/2000年7月28日）
- ぴゅあぴゅあ（KLEIN/2004年5月28日） CS
- ピュア×コネクト（SMEE/2015年5月29日）
- PureMail -ピュアメール-（オーバーフロー/2000年8月25日） OVA
- Purely 〜その狭い青空を見上げて〜（RUNE/2007年8月24日）
- ひよこストライク!（Ex-iT/2012年1月27日）
- ピリオド（Littlewitch/2007年12月21日）
  - ピリオド -SWEET DROPS-（2008年9月26日） FD
- ピンポンぱんつ! -湯河原学園美少女☆温泉卓球部-（ACTRESS/2012年11月22日）

### ふ
- 501（フロントウイング/2002年4月26日）
- ふぁみ☆すぴ!! 〜FamiliarSpirits!!〜（SkyFish/2006年12月15日）
- Phantom -PHANTOM OF INFERNO-（ニトロプラス/2000年2月25日） CS・OVA・TV
- VS雀士ブランニュースターズ（ジャレコ/1997年）
- ふぃぎゅ@メイト（エスクード/2006年11月24日）
  - ふぃぎゅ@謝肉祭（2007年4月27日） FD
- Filsnown-光と刻-（Leaf/1995年8月3日）
- フーリガン（フロントウイング/2001年11月22日） CS・OVA
  - なめらかマーガリン FD
- FairChild -フェアチャイルド-（ALcot/2007年12月14日）
- フェアリーテイル・レクイエム（ライアーソフト/2015年7月24日）
- FairlyLife（HOOK/2008年10月10日） CS
  - みくりまくり（2008年12月28日） FD
  - よりこりまくり。（2009年12月29日） FD
- Fate/stay night（TYPE-MOON/2004年1月30日） CS・TV
  - Fate/hollow ataraxia（2005年10月28日） FD
- FESTA!! -HYPER GIRLS POP-（-HYPER GIRLS PARTY-）（Lass/2005年12月16日） CS
- FORTUNE ARTERIAL（オーガスト/2008年1月25日） CS・TV
- フォセット - Cafe au Le Ciel Bleu -（戯画/2006年12月22日） FD
- フォルト!!（Ciel/2009年7月31日） OVA
- Forest（ライアーソフト/2004年2月13日）
- 不確定世界の探偵紳士（digi ANIME Corporation/2000年4月21日） CS
  - ミステリート 〜不可逆世界の探偵紳士〜（〜八十神かおるの事件ファイル〜）（アーベル/2004年5月28日） CS
- 復讐 〜陵辱の刃〜（CROWD/2001年1月26日）
- ふくびき!トライアングル（ブルーゲイル/2010年2月26日） OVA
- 不幸な神（BLACKRAINBOW/2006年4月28日）
- 双子隷嬢（West Vision/2008年1月25日）
- ふたなりカノンちゃん（Delta/2008年12月5日）
- ふたぽこ☆みっくす（スワンマニア/2010年6月25日）
- ふたりでひとつの恋心（大熊猫/2006年1月27日）
- ふたりの兄嫁（Selen/2005年7月29日） OVA
- ふたりはドM委員長!（スワンマニア/2010年9月24日）
- ぷにぷに生乳店（あいりゅ/2001年2月16日）
- 冬のロンド（DIVA/2008年10月31日）
- Flyable Heart（ユニゾンシフト：ブロッサム/2009年3月19日）
  - 君の名残は静かに揺れて（2010年5月28日）
- Brightia（Cronus/2001年4月13日）
  - Brightia Plus（2005年8月5日）
- プライベートナース（AngelSmile/2001年6月15日） CS
- Primary 〜Magical★Trouble★Scramble〜（SkyFish/2009年6月26日）
- PriministAr -プライミニスター-（HOOKSOFT/2013年8月30日） CS
- プラゥヴ クルイード（しゃくなげ/2008年5月30日）
- ブラウン通り三番目（ソフトハウスキャラ/2003年3月28日）
- プラチナウインド 〜星の詩が聞こえたら〜（CLOVER/2002年12月20日）
- flutter of birds 〜鳥達の羽ばたき〜（シルキーズ/2001年2月23日） OVA
  - flutter of birds II 〜天使たちの翼〜（2002年2月22日） OVA
- フラテルニテ（CLOCKUP/2014年7月25日）
- BLOOD ROYAL（ちぇりーそふと/1999年12月10日） OVA
- ぶらばん! -The bonds of melody-（ゆずソフト/2006年7月28日）
- ぶら ぶら（WHEEL/2011年3月31日）
- プラマイウォーズ（ASa Project/2015年4月24日） CS
- 仏蘭西少女 〜Une fille blanche〜（PIL/2009年7月10日）
- フランベルジュの精霊 ⇒ めい・king（にくきゅう/1998年7月3日） CS・OVA
- ぷりサガ! 〜ボクの妃は×××〜（〜プリンセスを探せ!〜）（DisAbel/2006年7月28日） CS
  - ぷりサガ! X（2008年5月2日）
- プリズム・ハート（ぱじゃまソフト/2000年10月6日） CS
  - プリズム・アーク 〜プリズム・ハート エピソード2〜（プリズム・アーク -AWAKE-）（2006年8月25日） CS・TV
    - プリズム・アーク らぶ2マキシマム!（2008年1月25日） FD
- プリズム☆ま〜じカル 〜 PRISM Generations! 〜（ぱじゃまソフト/2010年8月27日）
- PrismRhythm -プリズムリズム-（Lump of Sugar/2010年5月28日）
- プリマ☆ステラ（アトリエかぐや Berkshire Yorksire/2008年6月27日）
  - プリ☆さら 〜ドキドキ×らぶらぶWファンディスク〜（2009年9月18日） FD
- プリミティブリンク（Purple software/2007年2月2日）
- ふりむけば隣に ⇒ 真・瑠璃色の雪 〜ふりむけば隣に〜 （アイル/2000年4月14日） CS・OVA
- プリンセスうぃっちぃず（ぱじゃまソフト/2005年5月27日）
- Princess Party 〜プリンセスパーティー〜（CIRCUS/2009年3月27日）
  - Princess Party Camellia 〜プリンセスパーティーカメリア〜（2009年9月18日）
- Princess Bride（130cm/2003年9月26日）
  - Princess Brave 雀卓の騎士（2004年9月24日）
- Princess Frontier（AXL/2008年3月28日） CS
- Princess Holiday 〜転がるりんご亭千夜一夜〜（オーガスト/2002年9月27日） CS・OVA
- プリンセスメモリー（カクテル・ソフト/2000年4月7日） OVA
- プリンセスラバー!（Ricotta/2008年6月27日） CS・OVA・TV
- PRINCESS WALTZ（PULLTOP/2006年4月28日）
- フルアニ（Leaf/2006年7月28日）
- BLUE（キャラメルBOX/2002年7月26日）
- Fruit Punch（Cronus/2004年2月27日）
- ブルゲ的脱衣将棋（ブルーゲイル/2001年）
- ぷる萌えンジェル アイドルあいこ（CAGE/2007年6月29日）
- Bless 〜close your eyes, open your mind.〜（BasiL/2000年9月8日）
- プレゼントプレイ（デジアニメ・コーポレイション/1999年6月24日）
- PREMIUM（シルキーズ/1992年9月17日）
  - PREMIUM II（1993年1月28日）
- フレラバ 〜Friend to Lover〜（SMEE/2013年6月28日） CS
  - フレラバ ミニファンディスク（SMEE/2014年8月15日） FD
- Friends（Aile/2012年3月23日）
- フレンズ 〜青春の輝き〜 ⇒ 同窓会 -Yesterday Once More-（1996年9月12日） CS・OVA
- フローライトメモリーズ〜いつかきっと、約束の場所で〜（Rabbit/2011年6月24日）
- フローラル・フローラブ（SAGA PLANETS/2016年7月29日） CS
- Floralia 〜フローラリア〜（ザウス/2002年5月31日）
  - 詩乃先生の誘惑授業（2003年4月25日）
  - 憂ちゃんの新妻だいあり〜（2004年5月21日）
  - ゆんちゅ 〜お嬢さまはご奉仕中〜（2006年1月27日）
- ぷろすちゅ★でんとGood（アリスソフト/1999年1月14日）
- Promise 〜プロミス〜（ちぇりーそふと/1999年10月22日）
- ふわりコンプレックス（戯画/2009年2月27日）

### へ
- ぺたぺた（Lime/2010年4月30日）
- べ、別にあんたの為に教えてあげるんじゃないんだからね!（スワン/2008年12月19日）
- へんし〜ん!（May-Be SOFT/2004年3月19日）
  - へんし〜ん! 2。（2005年3月18日）
  - へんし〜ん!!! 〜パンツになってクンクンペロペロ〜（2011年5月20日）

### ほ
- boin（Crossnet-Pie/2004年9月24日） OVA
  - リゾートBOIN（2007年3月16日） OVA
- 放課後☆エロゲー部! 〜エロゲー制作のため女の子たちとえっちしまくりな毎日〜（MOONSTONE Cherry/2012年3月30日）
- 放課後 〜濡れた制服〜（BISHOP/2004年2月13日） OVA
- 放課後の先パイ（Noesis/2007年8月3日）
- 放課後の不適格者（Nostalgic Chord/2014年5月30日）
- 放課後恋愛クラブ -恋のエチュード-（LIBIDO/1996年12月13日） CS・OVA
  - 恋のアンサンブル 放課後恋愛クラブ メモリアルCD-ROM（1997年3月18日）
  - 放課後マニア倶楽部 -濃いの欲しいの-（1997年6月13日） OVA
- ホームメイド（CIRCUS FETISH/2004年10月8日） CS
- ホーンテッドカジノ（ソシエッタ代官山/1996年9月27日）
- ぼーん・ふりーくす!（ライアーソフト/2005年10月21日）
- 僕がサダメ 君には翼を。（暁WORKS/2007年10月26日）
- 僕と恋するポンコツアクマ。（スミレ/2015年9月15日）
  - 僕と恋するポンコツアクマ。すっごいえっち! FD
- 僕と、僕らの夏（light/2002年2月1日） CS
- ボクの彼女はガテン系/彼女がした事、僕がされた事/巨乳妻完全捕獲計画/ボクの妻がアイツに寝取られました。（エルフ/2011年12月8日）
- ボクの手の中の楽園（キャラメルBOX/2009年3月27日）
- ボクのヒミツたいけん（コンプリーツ/2001年10月26日）
  - もっと!ヒミツたいけん（2003年3月14日）
  - ボクの「なつやすみ」ヒミツたいけん（2004年12月22日）
- 僕は子羊?!（May-Be SOFT/1999年8月27日）
- ボクラはピアチェーレ（ad:lib/2010年6月25日）
- 保健室のミサキ先生（スワン/2009年9月25日）
- 保健室 〜マジカルピュアレッスン♪〜（保健室へようこそ）（BunBun/2006年5月26日） CS
- ぽこぽこ軍将 棚からこぼれたストーリー（ainos/2001年5月24日）
  - ぽこぽこ軍将2 -いっつ・あ・りある・わ〜るど-（2002年3月29日）
- ほしうた（フロントウイング/2008年12月26日）
  - ほしうた Starlight Serenade（2009年12月25日）
- 星恋*ティンクル（きゃべつそふと/2017年1月27日）
- 星空のメモリア -Wish upon a shooting star-（CROSSNET/2009年3月27日）
  - 星空のメモリア Eternal Heart（FAVORITE/2010年1月29日） FD
  - 星空のメモリア COMPLETE（FAVORITE/2010年11月26日）
- 星空へ架かる橋（feng/2010年10月15日） TV
- 星空ぷらねっと（ディーオー/2000年12月8日） CS
  - 星空ぷらねっと 〜夢箱〜（2003年10月31日）
- 星の王子くん（Leaf/2011年1月28日）
- ほしフル 〜星藤学園天文同好会〜（〜星の降る街〜）（F&C FC01/2007年9月28日） CS
- 螢子（タイガーマンプロジェクト/2002年9月27日） OVA
- ポッキー（ポニーテールソフト/1989年1月）
  - ポッキー2（1991年7月[9]）
- 炎の孕ませ転校生（SQUEEZ/2005年9月22日） OVA
  - 炎の孕ませ人生 〜あの頃に戻って孕ませナイト〜（2006年4月21日）
  - 炎の孕ませ同級生（2007年9月21日） OVA
- ぽぽたん（ぷちフェレット/2003年7月11日） CS・TV
- Volume7（RococoWorks/2008年10月24日）
- WHITE ALBUM（Leaf/1998年5月1日） CS・TV
  - WHITE ALBUM2 CS・TV
    - WHITE ALBUM2 -introductory chapter-（2010年3月26日）
    - WHITE ALBUM2 -closing chapter-（2011年12月22日）
- WHITE CLARITY（ACTRESS/2005年7月22日） CS
- White 〜セツナサのカケラ〜（ねこねこソフト（くるみブランド）/2000年1月28日）
- White Princess 〜一途にイっても浮気してもOKなご都合主義学園恋愛アドベンチャー!!〜（feng/2003年11月7日）CS
- ホワイトブレス 〜with faint hope〜（〜絆〜）（F&C FC02/2004年7月23日） CS
  - ホワイトブレス パーフェクトエディション+（2011年4月28日） CS逆移植
- WHITE×RED（TRYSET/2006年1月27日）

### ま
- マージ 〜MARGINAL〜（WHITE CLARITY/2003年1月23日） CS
- 麻雀（ねこねこソフト/2004年12月10日）
- 麻雀かぐや姫（三木商事/1989年）
- 麻雀禁じられたあそび イケイケ教師の欲望（ホームデータ/1991年）
- 麻雀CLUB90's（日本物産/1990年）
- 麻雀刺客（日本物産/1988年）
- 麻雀レモンエンジェル（ホームデータ/1990年） CS
- マーブル★ブルマ（Noesis/2008年10月10日）
- My Dear アレながおじさん（ブルーゲイル/1998年6月26日）
- まいてつ（Lose/2016年3月25日）
- 毎日がM!（アトリエかぐや Honky-Tonk Pumpkin/2008年11月28日）
- MinDeaD BlooD 〜支配者の為の狂死曲〜（Black Cyc/2004年6月11日）
  - MinDeaD BlooD 〜麻由と麻奈の輸血箱〜（2004年10月8日） FD
- 魔王と踊れ! 〜Legend of the Lord of Lords〜（catwalk/2005年3月25日）
- 魔界天使ジブリール（フロントウイング/2004年4月23日） OVA
  - 魔界天使ジブリール -episode2-（2005年4月22日） OVA
  - 魔界天使ジブリール -episode3-（2008年6月27日）OVA
  - 魔界天使ジブリール4（2010年4月23日）
- 魔界プリンセスシリーズ（Norn）
  - ツンデレ魔界プリンセス・アリサと孕ませ新婚生活! 〜全部出すまで抜いちゃダメ! ぜったい受精させなさいよね!〜（2009年2月1日）
  - あまあね魔界プリンセス・エリスはエロイチャ孕み妻! 〜好きなだけ出して♪全部子宮で飲んであげる〜（2009年2月27日）
  - クーデレ魔界プリンセス・サラと吸精孕ませライフ! 〜好きなだけ子宮に注いで妊娠させなさい〜（2009年3月6日）
- 魔界プリンセスフィリーネの優雅な搾精ライフ 〜打ち止めなんて許さないわよ〜（Norn/2010年5月28日）
- MagusTale 〜世界樹と恋する魔法使い〜（Whirlpool/2007年11月30日） CS
  - MagusTale Infinity（2008年6月13日） FD
  - MagusTale W-Pack（2010年7月30日）
- Maximum Magic（Lime/2010年3月26日）
- 真希ちゃんとなう。（Waffle/2011年7月29日）
- 魔剣少女エンヴィー 〜Blade of Latens・炎の継承者〜（ZyX/2008年1月31日）
- まじからっと☆れいでぃあんと（Parasol/2010年2月26日）
- まじかりっく⇔スカイハイ 〜空飛ぶホウキに想いをのせて〜（Whirlpool/2013年12月20日）
- まじかる☆アンティーク（Leaf/2000年4月28日）
- マジカルウィッチアカデミー 〜ボクと先生のマジカルレッスン〜（アトリエかぐや TEAM HEARTBEAT/2005年2月25日） OVA
- マジカルウィッチコンチェルト（アトリエかぐや TEAM HEART BEAT/2009年6月26日） OVA
- まじかるカナン ⇒ SeptemCharm まじかるカナン（Terios/1998年12月17日） OVA・TV
  - まじかるカナン2 〜緋色のベルガモット〜（2015年1月30日）
- Magical Charming!（Lump of sugar/2013年5月31日）
- まじかる☆プリンス（ロール/2008年3月28日）
- マジカライド（すたじお緑茶/2008年7月4日）
- マジスキ 〜Marginal Skip〜（MOONSTONE/2009年4月28日）
- 真剣で私に恋しなさい!（みなとそふと/2009年8月28日） TV
- まじのコンプレックス（light/2010年8月27日）
- まじぷり -Wonder Cradle- （Purple software/2004年6月4日）
  - まじぷりふぁんでぃすく FD
- 魔女狩りの夜に（アイル/1995年10月13日）
- 魔女姦堕 〜神父に狩られる女たち〜（ダークスワン/2007年1月26日）
- 魔女こいにっき（Qoobrand/2014年5月30日） CS
- 魔女っ娘ア・ラ・モード（F&C FC01/2003年8月29日） CS
  - 魔女っ娘ア・ラ・モードII 〜光と闇のエトランゼ〜（魔法と剣のストラグル）（2005年6月24日） CS
  - まじょかべ（2004年2月27日）
- 魔女のお茶会（フロントウイング/2002年9月27日） CS
- ましろ色シンフォニー（ぱれっと/2009年10月30日） CS・TV
- ましろサマー（mana/2011年11月25日）
- 松島枇杷子は改造人間である。（Rateblack/2005年8月26日）
- 魔導書の司書（アストロノーツ・アリア/2013年6月28日）
- 魔都拳侠傳 マスクド上海（ライアーソフト/2008年3月7日）
- まとめてたねつけ♪女神姉妹孕ませ多妻生活! 〜全員一緒に妊娠させてっ♪〜（Norn/2009年5月15日）
- 真夏の夜の雪物語 -MIDSUMMER SNOW NIGHT-（EX-ONE/2011年12月22日）
- マネジ! シリーズ
  - マネジ! イキます!! 〜膣予選に賭けた夏2008〜（Norn/2008年5月30日）
  - マネジ! ヤリます!! 〜汗と白濁のグラウンド2009〜（softhouse-seal/2009年10月9日）
  - マネジ! キメます!! 〜絶頂ナインと駆け抜ける性春2011〜（softhouse-seal/2011年10月7日）
  - 淫乱女子マネジと行く1泊2日スポ根中出しエロ合宿 〜マネジ! みんなでイキます!!〜（劇団近未来/2011年12月31日） 同人・FD
- マブラヴ（âge/2003年2月28日） CS
  - マブラヴ サプリメント（âge/2004年12月17日） FD
  - マブラヴ オルタネイティヴ（2006年2月24日） CS
    - マブラヴ ALTERED FABLE（2007年8月31日） FD
- 魔法少女アイ（colors/2001年6月22日） OVA
  - 魔法少女アイ2（2002年9月27日）
  - 魔法少女アイ参（2008年12月19日） OVA
- 魔法少女アイリス（エレクトリップ/2010年11月12日）
- 魔法少女イクシア（エレクトリップ/2011年1月14日）
- 魔法少女イスカ（BLACK Lilith/2009年6月19日）
- 魔法少女えれな（わるきゅ〜れ/2009年4月17日）
- 魔法少女沙枝（ミルフィーユ） OVA
- 魔法少女スバル（BLACK Lilith/2009年12月18日）
- 魔法少女の大切なこと。（めろめろキュート/2009年9月25日）
- 魔法少女フェアリーナイツ（BLACK Lilith/2011年6月24日）
- 魔法少女マナ（TOUCHABLE/2006年9月29日）
- 魔法少女メルル（あかとんぼ/1999年4月2日） OVA
- 魔法戦士シリーズ（Triangle）
  - 魔法戦士スイートナイツシリーズ（Triangle）
    - 魔法戦士スイートナイツ 〜ヒロイン陵辱指令〜（2002年5月17日）
    - 魔法戦士プリンセスティア（2003年5月23日）
    - 魔法戦士スイートナイツ2 〜メッツァー叛乱〜（2004年4月2日）

  - 魔法戦士シンフォニックナイツ 〜女神を継ぐ乙女たち〜（2007年3月30日）
  - 魔法戦士エリクシルナイツ 〜運命に繋がれし乙女達〜（2007年9月28日）
  - 魔法戦士レムティアナイツ 〜光の乙女たち〜（2008年9月26日）
- 魔法とHのカンケイ。（ういんどみる/2004年11月26日）
- 魔法の少女シルキーリップ（Waffle/2008年3月28日） CS逆移植
- 魔法、ひとつくださいな。（ホワイトクラリティ/2006年9月29日）
- まません（ういろうそふと/2010年12月24日）
- ママトト（アリスソフト/1999年7月1日）
- ままにょにょ（アリスソフト/2003年2月7日）
- まままままま（らぱぷる/2008年10月31日）
- ままらぶ（HERMIT/2004年10月29日）
- ままん教室 〜未来のHなお勉強〜（スワンアイ+/2009年10月30日）
- まもってあげたい。 〜Dear My Master〜（アトリエかぐや/2001年2月23日）
- 守り神様（アリスソフト/1999年3月25日）
- MARIONETTE -糸使い-（CarrIe're/2003年3月28日）
- マリちゃん危機一髪（エニックス/1983年2月）
- 丸呑み（ベェーカリィー/2010年7月25日） 同人

### み
- 見上げた空におちていく（あっぷりけ/2007年3月23日）
- 見上げてごらん、夜空の星を（PULLTOP/2015年12月18日）
  - 見上げてごらん、夜空の星を FINE DAYS（2016年5月27日）
  - 見上げてごらん、夜空の星を Interstellar Focus（2018年6月29日）
- 美香がんばる 〜おしえてえっちなお勉強〜（私立さくらんぼ小学校/2004年5月9日） 同人
- 御神楽少女探偵団（御神楽探偵団）（ヒューマン/1998年9月17日）※「新」のみ成人向け CS・OVA
  - 続・御神楽少女探偵団 〜完結編〜（ヒューマン/1999年10月7日）
  - 新・御神楽少女探偵団（エルフ/2003年12月26日）
- みここ!（しとろんソフト/2009年2月27日）
- み・こ・こ・ん -巫女婚-（Studio e.go!/2007年10月27日）
- 巫女舞 〜ただ一つの願い〜（〜永遠の想い〜）（etude/2004年11月26日） CS
- 巫女みこナース（PSYCHO/2003年5月23日）
- MISS EACH OTHER（オーバーフロー/2004年4月30日）
- みずいろ（ねこねこソフト/2001年4月13日） CS・OVA
- ミステリート 〜不可逆世界の探偵紳士〜（〜八十神かおるの事件ファイル〜）（アーベル/2004年5月28日） CS
- 翠の海 -midori no umi-（Cabbit/2011年10月28日）
- みにきす 〜つよきすファンディスク〜（きゃんでぃそふと/2006年12月15日） FD
- 峰深き瀬にたゆたう唄（エウシュリー/2006年8月25日）
- みはる -あるとアナザーストーリー（Purple software/2006年8月11日） FD
- 未来にキスを-Kiss the Future-（otherwise/2001年9月21日）
  - 未来にキスを-Kiss the Future- Standard Edition（13cm/2005年7月15日）
- 未来ノスタルジア（Purple software/2011年9月2日）
- 未来はぼくらの手のなかに（シェイプシフター/2001年2月16日）
- みらろま（ま〜まれぇど/2005年12月22日）
- Milkyway（Witch/2000年7月28日） OVA
  - Milkyway2（2002年6月28日）
  - Milkyway3（2005年4月28日）
- MILK・ジャンキー（ブルゲ ON DEMAND/2003年9月19日）
  - MILK・ジャンキー2（2004年5月21日） OVA

### む
- MOON.（Tactics/1997年11月21日）
- Moon Light 〜おもいでのはじまり〜（Clear/2000年2月25日）
  - Moon Light Renewal 〜おもいでのはじまり〜（2003年7月25日）
- 夢幻泡影（アリスソフト/1995年7月7日）
- 無人島物語シリーズ（無人島物語Xシリーズのみ）（Pinpai/1997年〜）
  - 無人島物語X 〜外伝〜（1997年9月26日）
  - 無人島物語XX（1999年2月26日）
  - 無人島物語XXX（1999年8月27日）
  - 無人島物語X.2001 〜姿なき悪魔〜（2001年4月27日）
- むすめーかー（Digital Cute/2008年12月19日）
- 娘姉妹（RUNE Team TwinTail/2007年12月14日）
- 六ツ星きらり（千世/2004年11月5日） CS
- 胸キュン! はぁとふるCafe（ユニゾンシフト/2001年6月29日）

### め
- めい・king（フランベルジュの精霊）（にくきゅう/1998年7月3日） CS・OVA
- Making*Lovers（SMEE/2017年11月24日） CS
  - Making*Lovers 激イチャアフターストーリー Vol.01 亜子、可憐、咲（SMEE/2018年4月27日） FD
  - Making*Lovers 激イチャアフターストーリー Vol.02 レイナ、ましろ（SMEE/2018年6月29日） FD
- 五月倶楽部（メイクラブ）シリーズ
  - V.R.デート☆五月倶楽部（デザイアー 1995年8月25日）
  - V.R.デート☆五月倶楽部2（1997年6月13日）
  - 五月倶楽部DX（覇王 2001年5月11日、初作のリメイク）
- メイド イン ドリーム（ルネ featuring D/2002年6月7日） OVA
- MAID iN HEAVEN 〜愛という名の欲望〜（PIL/1998年12月18日） OVA
- メイドさんしぃしー（Le Chocolat/2004年4月2日）
- めいどさん☆すぴりっつ! 〜わたしの中にいるあなた〜（Sirius/2006年1月27日）
- メイドさんと大きな剣（May-Be SOFT/2006年7月21日）
- Maple Colors（CROSSNET/2003年7月25日） CS・OVA
  - Maple Colors 2（2008年12月26日）
- めがちゅ!（フロントウイング/2006年9月29日） OVA
- 女神姉妹と子作り生活!三姉妹&ハーレム詰め合わせ 〜一途な愛から一夫多妻愛までまとめて愛して孕ませて♪〜（Norn/2009年5月15日）
- メカミミ（きゃんでぃそふと/2009年7月31日）
- 女神ミュリエルは巨乳な幼妻 〜お嫌でなければ貴方の赤ちゃん産ませてください〜（Norn/2008年11月7日）
- めぐり、ひとひら。（キャラメルBOX/2003年9月26日）
- 廻り巡ればめぐるときっ!?（キャラメルBOXいちご味/2010年5月28日）
- めざせっエロ漫画家 〜わたし処女ですけど!?〜（スワン/2011年8月26日）
- 牝辱の穴ウメ 〜学園報復戦争〜（黒鳥/2011年6月24日）
- 牝奴隷 〜犯された放課後〜（アトリエかぐや TEAM HEARTBEAT/2005年9月30日）
- めたもるふぁっく運動会! 〜飛び込めパンツの向こう側〜（スワンマニア/2011年11月25日）
- めちゃ婚!（onomatope*/2011年4月8日）
- メモリア（Purple software/2009年8月28日）
- メルクリア 〜水の都に恋の花束を〜（Hearts/2010年1月29日）
- MeltyMoment -メルティモーメント-（HOOKSOFT/2014年1月31日） CS
- MeltyMoment ミニファンディスク 葵&鏡水Ver.（HOOKSOFT/2014年8月15日） FD
- MeltyMoment ミニファンディスク すみれ&千恵美Ver.（HOOKSOFT/2014年9月26日） FD
- メンアットワーク!（Studio e.go!/1999年7月30日）
  - メンアットワーク!2 〜ハンターアカデミーへようこそ〜（2000年11月17日）
  - メンアットワーク!3 〜ハンター達の青春〜（〜愛と青春のハンター学園〜）（2002年12月27日） CS
  - メンアットワーク!4 〜ハンター達よ 永遠に〜（2006年9月1日）

### も
- モエかん（ケロQ/2003年1月31日） CS・OVA
  - モエカす（2004年6月11日） FD
- 萌えろDownhill Night -峠最速伝説-（TOP/2005年7月1日）
  - 萌えろDownhill Night 2（TOP/2006年10月27日）
- もしも明日が晴れならば（ぱれっと/2006年2月24日）
- もっといじってプリンセス 〜もう!またこんなところで2〜（ビタミン/2005年5月27日）
- もっと 姉、ちゃんとしようよっ!（きゃんでぃそふと/2010年7月30日）
- モノごころ、モノむすめ。（May-Be SOFT/2005年11月25日）
- もののあはれは彩の頃。（QUINCE SOFT/2017年9月29日）
- ものべの（Lose/2012年4月27日）
- 喪服妻「許してアナタ…私、弱い未亡人です」（ルネ/2009年5月29日） OVA
- ももいろガーディアン（アリスソフト/2009年9月18日）
- 桃色調教 〜めざせHなお嬢様〜（スワン/2009年11月27日）
- モンスターズ・レイド -魔に堕ちる姫騎士-（Lusterise/2013年9月27日）

### や
- ヤキモチストリーム（まどそふと/2014年9月26日）
- 野球拳（ハドソン）
- 夜勤病棟（ミンク/1999年12月22日） OVA・パチスロ
  - 夜勤病棟・弐（2004年1月15日）
  - 夜勤病棟・参（2004年12月10日）
    - 夜勤ヒロインシリーズ
      - 七瀬恋（2005年5月13日）
      - 風間愛（2006年11月10日）

    - 麻雀ゲーム
      - 夜勤雀棟（2002年7月26日）
      - 夜勤雀棟2（2005年12月9日）
- 夜刀姫斬鬼行（Terios/2005年12月16日） CS
- 屋根づたいの君へ（KLEIN/2005年11月4日）
- やみツキ!（脳内彼女/2008年7月25日）
- ヤミと帽子と本の旅人（ROOT/2002年12月20日） TV
- 闇の声（Black Cyc/2001年6月8日）
  - 闇の声異聞録（2005年7月29日）
- やや置き場がない!（あかべぇそふとつぅ/2011年11月25日） FD
- ヤンもえ双子姉妹 〜病んで孕んで愛されて…〜（スワンマニア/2009年4月24日）

### ゆ
- your diary（CUBE/2011年9月30日） CS
- 遊撃警艦パトベセル 〜こちら首都圏上空青空署〜（May-Be SOFT/2007年4月20日）
- 勇者からは逃げられない!（ILLUSION/2009年10月2日）
- 勇者と彼女に花束を（KLEIN/2011年4月8日）
- euphoria（CLOCKUP/2011年6月24日） OVA
- ゆうれいは同居人!?（ainos/2001年11月22日）
- ゆ〜わく恋愛 〜実は巨乳でムチムチで〜（スワン/2007年2月16日）
- ゆきうた（Survive/2003年12月19日）
  - ゆきうた Vista対応版（2008年10月24日）
- 雪語り（Tarte/2001年11月16日） CS
- ゆきこいめると（フロントウイング/2015年3月27日）
- 雪桜（D.O./2003年11月28日）
  - 沙紀のらぶらぶはねむーん（2004年5月31日） FD
- 雪のち、ふるるっ! 〜ところにより、恋もよう〜（RUNE/2006年12月22日）
- univシリーズ（カクテル・ソフト）
  - univ 〜恋・はじまるよっ〜（2001年5月25日）
  - univ 〜愛・おまたせっ〜（2002年5月31日）
- ゆのはな（PULLTOP/2005年3月25日）
- ゆめこい 〜夢見る魔法少女と恋の呪文〜（Parasol/2013年5月31日）
- 夢の坂（acute/1998年9月25日）
- 夢みてナイト! -The night of beautiful dreamer-（Studio Ring/2005年4月15日）
- 夢見師（H℃/2007年5月18日） CS逆移植
  - 夢見白書（2008年6月27日） CS
- ユメミルクスリ（ruf/2005年12月22日）
- 夢みる月のルナルティア（Arianrhod/2011年11月25日）
- ユユカナ -under the Starlight-（NanaWind/2011年9月22日）
- 揺れるバスガイド 〜おっぱいがいっぱい〜（Waffle/2005年1月28日）

### よ
- 夜明け前より瑠璃色な（オーガスト/2005年9月22日） CS・TV
  - 夜明け前より瑠璃色な -Moonlight Cradle-（2008年2月27日）
- 宵待姫 〜大正淫猥吸血姫譚〜（ネル/2004年11月26日）
  - 薺ヶ好 なずなと若葉の物語（2005年11月25日）
- 妖獣戦記（ディーオー/1993年）
- 妖女乱舞 〜汚された聖域〜（ZONE/1996年7月19日）
  - 妖女乱舞2（1997年5月29日）
  - AVARON（2000年5月19日）
- よくばりサボテン（アリスソフト/2006年4月21日）
- ヨスガノソラ（Sphere/2008年12月5日） TV
  - ハルカナソラ（2009年9月25日） FD
- よついろ★パッショナート!（SkyFish/2010年12月24日）
- よつのは（ハイクオソフト/2006年1月27日） CS・OVA
  - 幼なじみとの暮らし方（2006年9月15日） FD
- 夜が来る!（アリスソフト/2001年4月19日） OVA
- 縁りて此の葉は紅に（Lump of Sugar/2018年1月26日）
- 426（FrontWing/2002年4月26日）
  - アズラエル
  - スイートレガシー CS
  - 501

### ら
- ら〜じ・PonPon（オーバーフロー/1999年11月26日）
- Like a Butler（AXL/2009年2月27日）
- Like Life（HOOK/2004年5月28日） CS
  - Like Life 氷庫版（2004年12月29日） FD
  - FairlyLife（2008年10月10日）
- らいむいろ戦奇譚 〜明治日本、乙女防人ス〜（エルフ/2002年12月13日） CS・OVA・TV
  - らいむいろ雀奇譚 〜明治日本、乙女 先ヅモス。〜（2003年8月29日）
  - らいむいろ流奇譚X CROSS 〜恋、教ヘテクダサイ。〜（2004年12月24日） TV
- らくえん〜あいかわらずなぼく。の場合〜（TerraLunar/2004年6月25日）
- ラストオーダー（13cm/2003年12月26日）
- LOVE&DEAD（ライアーソフト/2008年4月25日）
- luv wave（シーズウェア/1998年7月31日） OVA
- ラブ・エスカレーター（海月製作所/1998年4月17日）
  - LOVERS 〜恋に落ちたら…〜 （ジェリーフィッシュ/2003年10月10日）
- 恋神 -ラブカミ-（PULLTOP/2010年10月29日）
- らぶ2Quad（ま〜まれぇど/2011年9月30日）
- らぶデス2 〜Realtime Lovers〜（TEATIME/2007年8月31日）
  - らぶデス3 〜Realtime Lovers〜（2008年11月28日）
  - らぶデス4 〜ν-Realtime Lovers〜（2009年12月18日）
  - らぶデス555!（2010年11月26日）[10]
- らぶでれーしょん!（SMEE/2009年10月23日）
- らぶフェチシリーズ（2004年3月26日）
- ら・ぶ・ら・ぶ調教 ふたご姉妹（スワン/2008年3月28日）
- ラブラブル 〜lover able〜（SMEE/2011年2月25日）
  - 同棲ラブラブル（SMEE/2012年1月27日） FD
- ラブリーホラー〜おちゃめなゆうれい〜（全流通/1988年10月1日）
- LOVELY QUEST（HOOKSOFT/2012年9月28日） CS
- LOVELY×CATION（暁WORKS響/2011年6月24日）
- ラムネ（ねこねこソフト/2004年7月30日） CS・TV
- LAMUNATION!（WhitePowder/2016年6月24日）
- 乱交地獄 〜泥濘に堕ちる女〜（ダークスワン/2007年2月23日）
- Lingeries（ミンク/2001年5月25日） OVA
- Ranceシリーズ（アリスソフト）
  - Rance -光をもとめて-（1989年7月15日）
  - Rance II -反逆の少女たち-（1990年5月15日）
  - Rance III -リーザス陥落-（1991年11月15日）
  - Rance IV -教団の遺産-（1993年12月11日）
  - ランス4.1 -お薬工場を救え!-（1995年12月1日）
  - ランス4.2 -エンジェル組-（1995年12月8日）
  - Rance5D -ひとりぼっちの女の子-（2002年10月25日）
  - Rance VI -ゼス崩壊-（2004年8月27日）
  - 戦国ランス（2006年12月15日）
  - ランス・クエスト（2011年8月26日[11]）
    - ランス・クエスト マグナム（2012年2月24日）※アペンドディスク
    - ランス・クエスト マグナム 統合版（2018年9月28日）

  - Rance IX -ヘルマン革命-（2014年4月25日）
  - Rance X -決戦-（2018年2月23日）
  - 鬼畜王ランス（1996年12月19日）
- Rumble 〜バンカラ夜叉姫〜（ペンギンワークス/2000年4月14日）

### り
- リアライズ（プレイム/2004年4月23日） CS
- Really? Really!（Navel/2006年11月24日） CS
- リアル妹がいる大泉くんのばあい（ALcotハニカム/2010年5月28日）
- Leafアミューズメントソフト（Leaf） FD
  - さおりんといっしょ!!（1996年1月22日）
  - 初音のないしょ!!（1997年11月28日）
  - 猪名川でいこう!!（2000年1月28日）
    - ナイトライター

  - アルルゥとあそぼ!!（2004年4月28日）
  - 愛佳でいくの!!（2009年12月18日）
- りこりす -lycoris radiata-（Terios/2006年3月24日）
- Re:Seven 〜僕が君に出来るコト〜（Lilac Soft/2010年3月26日）
- リゾートBOIN（Crossnet-Pie/2007年3月16日） OVA
- リップスティックアドベンチャーシリーズ（フェアリーテール）
  - リップスティックアドベンチャー（1988年）
  - リップスティックアドベンチャー2（1989年）
  - リップスティックアドベンチャー3（1993年）
  - リップスティックアドベンチャーEX（1999年）
  - リップスティックアドベンチャー4（2001年）
- RIDDLE JOKER（ゆずソフト/2018年3月30日）
- リトルバスターズ!エクスタシー（Key/2008年7月21日） CS
  - クドわふたー（2010年6月25日）
- Little PRINCESS（チャンピオンソフト/1987年11月）
- リトルMyメイド（Sweet Basil/1999年3月12日）
- りとるらびっつ -わがままツインテール-（WHITESOFT/2010年5月28日）
- Reversible（EGIS/2007年7月20日）
- Revive 〜蘇生〜（データイースト/1999年10月28日） CS逆移植
- リフレクティブハート（Infinite-Justice/発売中止）
- 流星☆キセキ -SHOOTING PROBE-（ユニゾンシフト・アクセント/2013年3月29日）
- 流星雀士キララ☆スター（ジャレコ/1996年3月）
- 流聖天使プリマヴェール（Escu:de/2000年7月21日） OVA
  - 流聖天使プリマヴェールV（2002年12月13日）
- 竜翼のメロディア -Diva with the blessed dragonol-（Whirlpool/2012年9月28日）
- 猟奇の檻（日本プランテック/1995年8月25日）
  - 真説 猟奇の檻（CALIGULA/2004年12月17日）
  - 猟奇の檻 第2章（日本プランテック/1996年11月） OVA
  - 真説 猟奇の檻 第2章（CALIGULA/2009年5月1日）
- 凌辱看護婦学院（ANIM/2001年6月29日）
- 凌辱ゲリラ狩り（Liquid/2002年11月15日）
  - 凌辱ゲリラ狩り2（Liquid/2004年12月24日）
  - 凌辱ゲリラ狩り3（Liquid/2007年1月26日） OVA
- 凌辱女子学園（GuiltyN/2002年12月20日） OVA
- 凌辱ファミレス調教メニュー（Liquid/2004年4月23日） OVA
- 旅館白鷺（SPEED/2002年5月24日） OVA
- 虜囚市場〜罠に嵌められたエルフの女将校〜（BLACK Lilith/2011年3月25日）
- リラクゼーション癒香 〜身も心も癒されて〜（HERENCIA/2014年10月30日）
  - リラクゼーション癒香・艶 〜人妻セラピストによる洗体〜（2015年5月1日）
  - リラクゼーション癒香・陽 〜人妻セラピスト達による癒しの時間〜（2015年12月25日）
  - リラクゼーション癒香・双 〜人妻セラピストの贅沢Wコース〜（2016年1月29日予定）
- リリカル♪りりっく（ま〜まれぇど/2007年7月27日）
  - リリカルDS（ま〜まれぇど/2008年5月30日）
- LILITH-IZMシリーズ（リリス）
  - LILITH-IZM01 〜フェラ編〜（Lilith/2008年1月11日）
  - LILITH-IZM02 〜中出し/孕ませ編〜（Lilith/2008年8月22日）
  - LILITH-IZM03 〜IFストーリー編〜（Lilith/2008年12月22日）
  - LILITH-IZM04 〜褐色編〜（Lilith/2010年1月22日）
  - LILITH-IZM05 〜大量射精編〜（Lilith/2010年9月24日）
  - LiLiTH-IZM06 〜デジアニメwithリリー&リリア外伝〜（ANIME Lilith/2011年2月18日）
  - LILITH-IZM07 〜俺のペット編〜（Lilith/2011年7月22日）
  - LILITH-IZM08 のぶしと黒IZM（BLACK Lilith/2012年4月27日）
- relations sister×sister.（Aile/2011年4月28日）
- 臨界点 -CRITICAL POINT-（Sweet Basil/1998年7月24日）
- 輪［妹］姦 -傷モノの妹-（RaSeN/2005年8月12日）
- 輪姦倶楽部（ANIME Lilith/2008年3月21日） OVA
- 燐月-リンゲツ-（Selen/2004年8月6日） OVA
  - 燐月 MINI FANDISC（2005年1月28日） FD
  - 真・燐月（2007年10月26日） OVA

### る
- るいは智を呼ぶ（暁WORKS/2008年6月26日）
- Routes -ルーツ-（Leaf/2003年2月28日） CS
- √after and another（枕/2007年10月26日）
  - H2O √after and another Complete Story Edition（2009年7月31日）
- ルナそら（light/2006年8月4日）
- Lunaris Filia 〜キスと契約と真紅の瞳〜（Whirlpool/2011年9月30日）
- 瑠璃色の雪（アイル/1997年3月7日） CS
  - 真・瑠璃色の雪 〜ふりむけば隣に〜（2000年4月14日） CS・OVA
- るるるとささらの先生☆教えて 〜ボクは女のお坊っちゃま〜（あんでる/2007年6月22日）
- R.U.R.U.R 〜ル・ル・ル・ル〜 このこのために、せめてきれいな星空を（R.U.R.U.R -petit prince-）（light/2007年4月27日） CS

### れ
- 隷嬢学園 〜煉獄の学舎〜（Psy-chs/2004年10月29日）
  - 隷嬢学園2 〜嗜虐の花園〜（2008年1月25日）
- レイプレイ（ILLUSION/2006年4月21日）
- 黎明のラヴェンデュラ（NOA/2005年6月3日）
- レクイエム（CLOCKUP/2004年12月10日） OVA
- レコンキスタ（コットンソフト/2007年6月22日）
- れすとあ（ディーオー/2003年6月27日）
- レッスルエンジェルスSPECIAL（GREAT/1994年2月） CS
- レベルジャスティス（ソフトハウスキャラ/2003年12月12日）
- レミニセンス（てぃ〜ぐる/2013年5月31日）
  - レミニセンス Re：Collect（2014年6月27日）
- 檸檬 〜影絵亭ノスタルジヤ〜（13cm/	2000年4月14日）
- 恋愛0キロメートル（ASaProject/2011年10月28日） CS
- 恋愛+H（TEATIME/2011年5月27日）
- 恋愛CHU! -彼女のヒミツはオトコのコ?-（-ハッピーパーフェクト-）（SAGA PLANETS/2001年3月23日） CS
  - もっとLOVEちゅ! 〜恋愛CHU!ファンディスク〜（2001年8月31日） FD
- 連鎖 〜裏切りの鎖〜（Selen/1999年12月17日）
- 恋想リレーション（Lump of Sugar/2015年5月29日）

### ろ
- ローデビル!（BLACK LIGHT/2001年10月26日）
- 6インチまいだーりん（あいりゅ/1999年5月20日） CS逆移植
- ロケットの夏（TerraLunar/2002年10月11日）
- LOST M（オーバーフロー/2004年10月15日）
- LOST CHILD（たまソフト/2006年3月24日）
- Lost Passage（DEEPBLUE/2002年6月28日） CS
- ロマンスは剣の輝き -THE LAST CRUSADER-（フェアリーテール/1995年6月23日）
  - ロマンスは剣の輝きII（1999年12月22日） CS・OVA
- ロリータ・シンドローム（エニックス/1983年10月）
- ロンド・リーフレット（Littlewitch/2007年1月26日）

### わ
- ワーズ・ワース（エルフ/1993年7月22日） OVA
- WAGA魔々かぷりちお（ユニゾンシフト/2005年4月28日）
- ワガママハイスペック（まどそふと/2016年4月28日） TV・CS
  - ワガママハイスペックOC（まどそふと/2017年8月25日） FD
- わくわく☆惑星プリンセス（PUMPIE/1998年9月18日）
- 忘れな草（Project-μ/2000年11月17日）
- 忘レナ草 〜Forget-me-Not〜（ユニゾンシフト/2002年4月12日）
- 渡り鳥に宿り木を（STUDiO B-ROOM/2003年5月2日）
- ワルキューレロマンツェ 少女騎士物語（Ricotta/2011年10月28日）
- 悪っ外伝 〜悪夢のラッシュアワー〜（インターハート/1999年9月24日）
- One Way Love〜ミントちゃん物語（王宮魔法劇団（オーガスト）/2000年12月29日） 同人
- ONE 〜輝く季節へ〜（輝く季節へ）（Tactics/1998年5月26日） CS・OVA
  - ONE2 〜永遠の約束〜（BaseSon/2002年4月26日）
- わんことくらそう（ivory/2006年4月14日）
- ワンコとリリー（CUFFS/2006年8月11日）
- 1/2 summer（Alcotハニカム/2012年6月29日）
- ワンダリング・リペア!（エスクード/2008年1月25日）

## ボーイズラブゲーム
- 愛と欲望は学園で 〜華麗なる夜の舞踏会〜（あまなっとうぱふぇ/2006年12月28日）
- 冤罪 eine falsche Beschuldi-gung（郎猫儿/2002年10月11日） OVA
- Angel's Feather（BlueImpact/2003年4月25日） CS・OVA
- 王子さまLV1（Alice Blue/2001年6月22日） CS
  - 王子さまLV1.5（2002年2月22日）
  - 王子さまLV2（2004年4月16日）
- 俺の下であがけ（俺の下でAGAKE）（Alice Blue/2002年11月29日） CS
- 学園ヘヴン BOY'S LOVE SCRAMBLE!（Spray/2002年8月2日） CS・TV
- 神無ノ鳥（すたじおみりす/2002年11月29日）
- 鬼畜眼鏡（Spray/2007年7月20日）
  - 鬼畜眼鏡R（2009年3月27日） FD
- Cloth×Close 〜ボクがくぃ〜ん!?〜（Catear/2006年7月14日）
- コイビト遊戯（PIL/SLASH /2007年8月24日）
- 少年達の病棟（Singing Canary/2001年6月15日）
- 神学校 -Noli me tangere-（PIL/SLASH/2011年3月30日）
- sweet pool（Nitro+CHiRAL/2008年12月19日）
- 好きなものは好きだからしょうがない!!シリーズ（プラチナれーべる） CS・TV
  - 好きなものは好きだからしょうがない!! -FIRST LIMIT-（2000年8月10日）
  - 好きなものは好きだからしょうがない!! -TARGET†NIGHTS- （2001年5月25日）
  - 好きなものは好きだからしょうがない!! -RAIN-（2002年5月17日）
  - 好きなものは好きだからしょうがない!! +White Flower+（2003年7月31日）
  - 好きなものは好きだからしょうがない!! -FAN DISK-（2003年4月25日）
- STEAL!（Spray/2009年11月27日）
- 絶対服従命令（郎猫儿/2005年4月22日）
- 帝国千戦記 〜千夜の夢〜（郎猫儿/2004年4月23日） CS
- 咎狗の血（Nitro+CHiRAL/2005年2月25日） CS・TV
- 屠殺の園（Catear/2007年4月27日）
- Trans' 〜僕とあたしの境界線〜（2002年） 非18禁
  - Trans'2〜僕とあたしと恋人と〜（2005年7月8日）
- 熱砂ノ楽園（Vivid Color/2010年8月27日）
- 花町物語（Vivid Color/2005年8月26日）
  - 花陰 -堕ちた蜜華-（2009年10月23日）
- Bois 〜機械仕掛けの街〜（花梨エンターテイメント/2002年8月23日） 同人
- ぼくらはみんな、恋をする（pekoe/2006年5月26日）
- マスカレード 〜地獄学園SO/DO/MU〜（PIL/SLASH/2006年5月26日）
- みらくるのーとん（Tennnenouji/2006年12月27日） 同人
  - みらくるのーとん 只今増量中!!（2007年9月28日）
  - みらくるのーとん 願いを打ちこんで!（2008年4月30日）
- メイド★はじめました 〜ご主人様のお世話いたします♥〜（Vivid Color/2007年12月28日）
- ラッキードッグ1（Tennenouji/2009年6月10日） 同人
- Lamento -BEYOND THE VOID-（Nitro+CHiRAL/2006年10月27日）
- Laughter Land（郎猫儿/2006年10月27日）
- ROSARIUM -繋がれた少年-（OPTiM/2005年5月27日）

## 乙女ゲーム
- Under The Moon（シュガービーンズ/2006年12月15日） CS
  - Under the Moon 〜つきいろ絵本〜（2007年8月24日） FD
- いじわる My Master（シュガービーンズ/2008年3月28日）
- すみれの蕾（美蕾/2009年3月13日）
- 月ノ光 太陽ノ影（アロマリエ/2006年4月21日）
  - 月ノ光 太陽ノ影 Another Moon（2006年12月20日） FD
- バトラーズ〜召しませお嬢様〜（TIARAMODE/2006年10月27日）
- プリティ☆ウィッチ☆アカデミー!（Strawberry*Maiden/2009年7月24日）
- 星の王女（美蕾/2003年8月25日）
  - 星の王女2（美蕾/2004年2月29日）
- Love☆Drops 〜みらくる同居物語〜（らぶ☆どろ 〜Love☆Drops〜）（シュガービーンズ/2006年3月3日） CS

## ゲイ向けゲーム
- 家、建てます!（UNDERGROUND CAMPAIGN）
- ウツロガミ（UNDERGROUND CAMPAIGN）
- 忘我境界 カンマの庭（UNDERGROUND CAMPAIGN/2009年8月30日） 同人
- 炎多留（タルタルもにゃ〜/2002年12月28日）
  - 炎多留2魂 〜男子局アナ（秘）衝撃スクープ〜（シンプル2000シリーズVol.38 漢のためのバイブル THE友情アドベンチャー 〜炎多留・魂〜）（2002年10月24日） CS
  - 炎多留III 〜潮〜（2005年9月11日）

### 雑誌記事
- 『美少女ゲーム最前線 パート5』辰巳出版、1991年11月1日。
  - 「よくわかる美少女ゲーム 傾向と対策編 ポッキー2」、14-17頁。
  - 「よくわかる美少女ゲーム 傾向と対策編 ナイキ」、26-27頁。
  - 「よくわかる美少女ゲーム 傾向と対策編 D・P・S SG」、28-29頁。
  - 「よくわかる美少女ゲーム 傾向と対策編 D・P・S SG set2」、30-31頁。
- 多根清史、箭本進一、阿部広樹『超エロゲー ハードコア』太田出版、2012年10月。
  - 「姉です。 〜姉死覚悟の「弟しぼり」な夏が来る!〜」、140-127頁
  - 「らぶデス555!」、140-141頁
  - 「規制不可 〜俺は実在しないので、ナニをヤッても許される〜」、155-158頁
  - 「ランス・クエスト」、188-193頁